# Saint-Michel-de-Maurienne
Pour les articles homonymes, voir Saint-Michel.
Saint-Michel-de-Maurienne est une commune française située dans le département de la Savoie, en région Auvergne-Rhône-Alpes.
En 1972, la commune fusionne avec les communes de Beaune et du Thyl.

## Géographie

### Situation
La commune de Saint-Michel-de-Maurienne est située au cœur de la vallée de la Maurienne, dans le département de la Savoie et la région Auvergne-Rhône-Alpes.

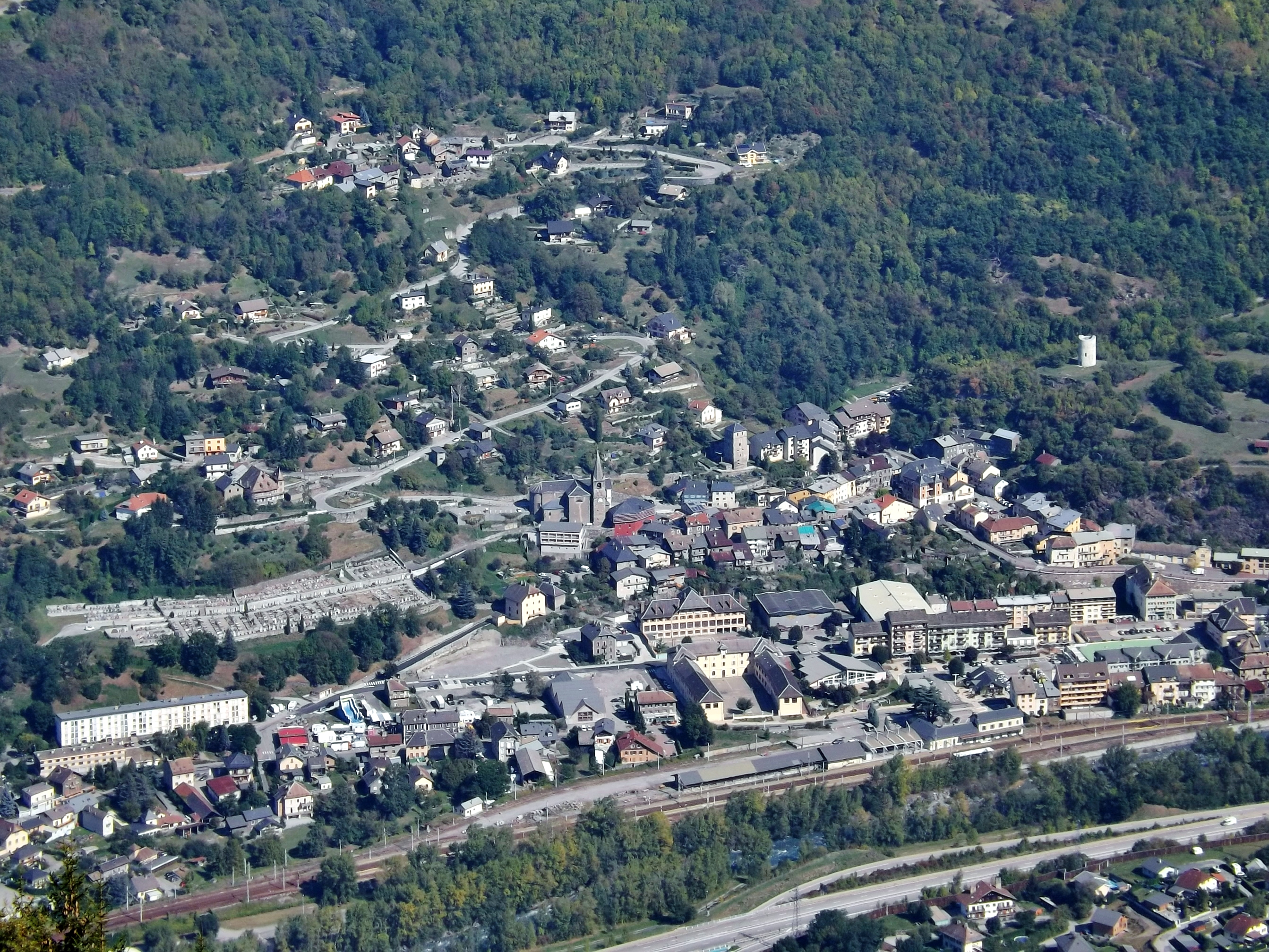
Vue aérienne du chef-lieu de la commune.

D'une superficie de 3 631 hectares, Saint-Michel-de-Maurienne s'étend selon un axe nord-sud et est traversée par l’Arc d'est en ouest. Elle est délimitée sur le versant nord de la vallée par la pointe de la Masse au nord ouest et du mont Bréquin au nord-est, lequel marquant par ailleurs l'altitude maximale de la commune (3 130 mètres). Sur le versant sud, la commune marque le départ de la route du col du Galibier conduisant vers le Dauphiné et les Hautes-Alpes. Elle ne s'étend toutefois pas autant que sur le versant nord, limitée par Saint-Martin-d'Arc dès la rive sud de l’Arc sur sa partie ouest, et Valmeinier quelques centaines de mètres plus en altitude à l'est. L'axe est-ouest de Saint-Michel-de-Maurienne s'étend pour sa part sur moins de 5 kilomètres.
Saint-Michel-de-Maurienne possède quelques hameaux et son chef-lieu est pour sa part situé sur les bords de l’Arc (en rive droite), au sud du territoire communal. Un pont principal enjambant la voie ferrée et l'Arc, permet l’accès routier sur le versant sud de la vallée, en direction de Saint-Martin-d'Arc, Valloire, Valmeinier et du col du Galibier.

### Communes limitrophes
Saint-Michel de Maurienne ne possède que cinq communes limitrophes. La raison en est que toute sa limite nord n’est limitrophe que de Saint-Martin-de-Belleville (situé de l’autre côté de la vallée), sa limite est d'Orelle et sa limite ouest de Saint-Martin-de-la-Porte. Seule sa limite sud possède deux communes limitrophes : Saint-Martin-d'Arc au sud-ouest et Valmeinier au sud - sud-est.
| Saint-Martin-de-la-Porte | Les Belleville                 | Les Belleville, Orelle |
| Saint-Martin-de-la-Porte | Saint-Michel-de-Maurienne      | Orelle                 |
| Saint-Martin-d'Arc       | Saint-Martin-d'Arc, Valmeinier | Orelle, Valmeinier     |

### Villages, hameaux
Secteur de Saint-Michel-de-Maurienne : Chef-lieu (vieux Bourg), L’Etraz, La Buffaz, Le Châne, les Teppes, Le Vigny (Viniaciim, le vignoble), Les Gorges, Le Mollard, Le Noiray, Champ Long, Villard Bernon
Secteur de l'ancienne commune de Beaune : Beaune grand village (Villard Putier), Le Mollard, Plan Villard, Beaune l'Église, Villard Zembrun
Secteur de l'ancienne commune du Thyl : Le Thyl dessus, Le Thyl dessous, La Traversaz (le Bois dessus, le Bois dessous, détruits en 1944)

### Climat
Ville des Alpes internes, son climat est relativement sec et ensoleillé. Les stations voisines comptent parmi les plus grands domaines skiables des Alpes : Valloire, Valmeinier (domaine Galibier-Thabor), Orelle et les Trois Vallées.

### Voies de communication et transports

#### Voies routières
Saint-Michel-de-Maurienne voit passer sur son territoire deux axes routiers majeurs. Le premier est la départementale 1006 (ex-nationale 6) provenant de Paris et Lyon et traversant le centre du chef-lieu à la hauteur de l'Arc, qu'elle longe d'ouest en est en direction du col du Mont-Cenis et de l’Italie. À la sortie du village, la route traverse la rivière et poursuit sa route le long de sa rive sud.
Le second est l'autoroute A43, provenant elle aussi de Lyon et menant également en Italie, mais via le tunnel du Fréjus. L'autoroute pour sa part ne traverse pas le chef-lieu mais longe l'Arc sa rive sud, en quittant le territoire de Saint-Martin-d'Arc. Cette dernière se retrouve donc un peu plus loin côte à côte avec la D 1006 avant de pénétrer dans la commune d'Orelle à l'est.

#### Transport ferroviaire
De 1868 à 1871, la ville se trouve au départ du Chemin de fer du Mont-Cenis reliant Suse par le Col du Mont-Cenis. C'est à l'époque la ligne ferroviaire la plus haute du monde,.
La commune est également desservie par la ligne ferroviaire de Culoz à Modane, appelée aussi « ligne de la Maurienne ». Tout comme la D 1006, celle-ci longe l’Arc sur sa rive nord et rejoint l’Italie, via le tunnel du Fréjus
Saint-Michel possède une gare ferroviaire. Cette gare de Saint-Michel - Valloire est située au point kilométrique 220 (kilométrage débutant à la sortie de Lyon), au niveau du village et sur les berges de l’Arc. Elle est desservie par les TER Rhône-Alpes reliant Lyon et Chambéry à Modane, ainsi que par certains TGV saisonniers hivernaux assurant la liaison de Paris à Modane. Les TGV qui relient quotidiennement Paris à Turin et Milan (Italie) ne desservent pas la gare de Saint-Michel-Valloire mais uniquement Saint-Jean-de-Maurienne et Modane.

## Urbanisme

### Typologie
Au 1er janvier 2024, Saint-Michel-de-Maurienne est catégorisée bourg rural, selon la nouvelle grille communale de densité à sept niveaux définie par l'Insee en 2022.
Elle appartient à l'unité urbaine de Saint-Michel-de-Maurienne, une agglomération intra-départementale regroupant deux  communes, dont elle est ville-centre,,. Par ailleurs la commune fait partie de l'aire d'attraction de Saint-Jean-de-Maurienne, dont elle est une commune de la couronne,. Cette aire, qui regroupe 26 communes, est catégorisée dans les aires de moins de 50 000 habitants,.

### Morphologie urbaine
L'agglomération est contenue dans les étroites limites imposées par le relief, suggéré ici par les hachures : le bassin de Saint-Michel est limité au nord-ouest par la montagne du  Pas du Roc et à l'est par le défilé houiller.
Le noyau de peuplement le plus ancien est accroché sur les premières pentes du socle de schistes cristallins (où sont toujours situées église, vieilles demeures, une tour carrée, le cimetière) avec un prolongement en descente jusqu'au bord de l'Arc, vers la Croix blanche. C'était l'itinéraire routier traditionnel car il fallait se protéger contre les crues redoutables de la rivière. L'intense trafic sur la voie transalpine du col du Mont-Cenis justifiait encore en 1858 la présence de 18 hôtels et auberges et d'autant de débits de boissons.

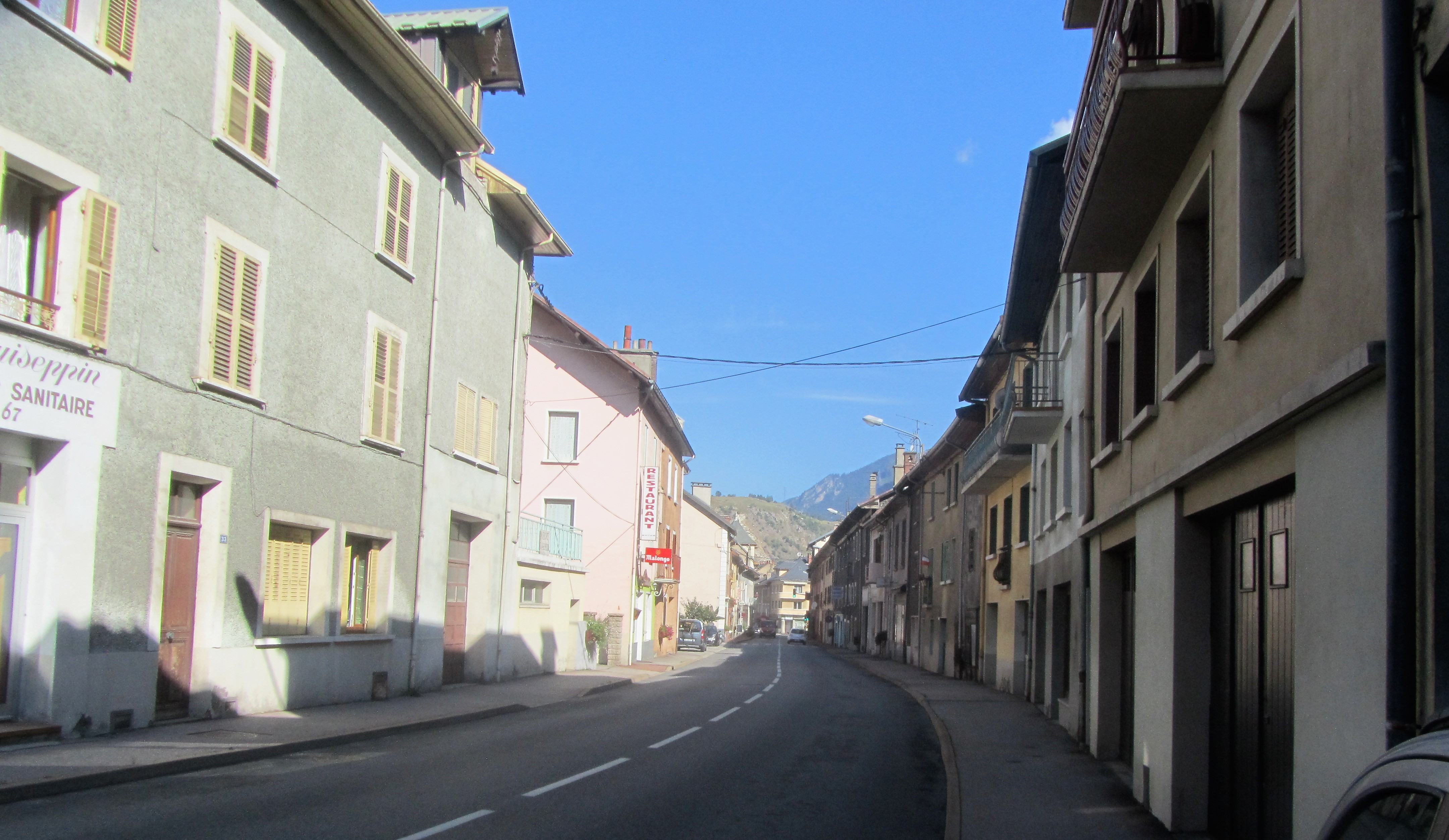
la rue centrale (ex RN 6).

La modernisation du réseau routier qui a permis pour la première fois le passage du col du Mont-Cenis sans rupture de charge date du Premier Empire. C'est alors qu'a été ouvert l'axe des actuelles Grand'rue et rue de la République devenu la ligne de force du développement de la ville. Mais celui-ci est resté très modéré tout en satisfaisant aux besoins du passage et des foires locales même après l'ouverture du tunnel du Fréjus et la construction d'une gare ferroviaire (1871). Ainsi est née une ville à deux étages : une longue rue longeant l'Arc dominée par le bourg traditionnel. La population restait profondément rurale avec de nombreux hameaux étagés sur le long adret tendu du mont Bréquin (3 135 m) au col des Encombres.
La révolution de la houille blanche s'est traduite par la création de deux établissements industriels : l'usine d'aluminium de La Saussaz dans  le défilé houiller, à l'amont de la ville, hors du plan, en 1904 et l'usine fondée par Louis Renault à la fin de la guerre de 1914-18, connue depuis 1925 sous le nom des Aciéries du Temple : c'est sur son emplacement que l'ordre des Templiers avait ouvert une maison fermière au XIIe siècle. Ainsi a débuté la colonisation des cônes de déjection coalescents de la Grollaz et du Vigny assez aplatis vers le bas  pour faciliter la construction de l'usine. Selon les habitudes de l'époque, la main-d'œuvre était logée à proximité immédiate (cités ouvrières antérieures à 1950).
L'augmentation de la population pendant les Trente Glorieuses s'est traduite par la plus grande phase d'urbanisation. Le choix a été fait de réserver pour les grands équipements  publics les espaces encore disponibles dans le centre urbanisé :  établissements scolaires (école primaire, CET) et sportifs (piscine, gymnase). Vers 1970, seuls 42 logements en HLM sont venus s'ajouter au bâti ancien. En revanche, le CES fait transition en direction du pôle industriel et  c'est sur l'ensemble des cônes de déjection que se sont logées  les nouvelles populations. : pavillons de la Savoisienne ou de la SAT, foyer pour célibataires de la Sonacotra, barres de l'Office départemental d'HLM (Le Galibier : 50 logements ; la Résidence de Vigny : 102 logements...) Le  cadre de verdure a permis d'oublier la proximité des Aciéries d'ailleurs plus attentives à respecter l'environnement.

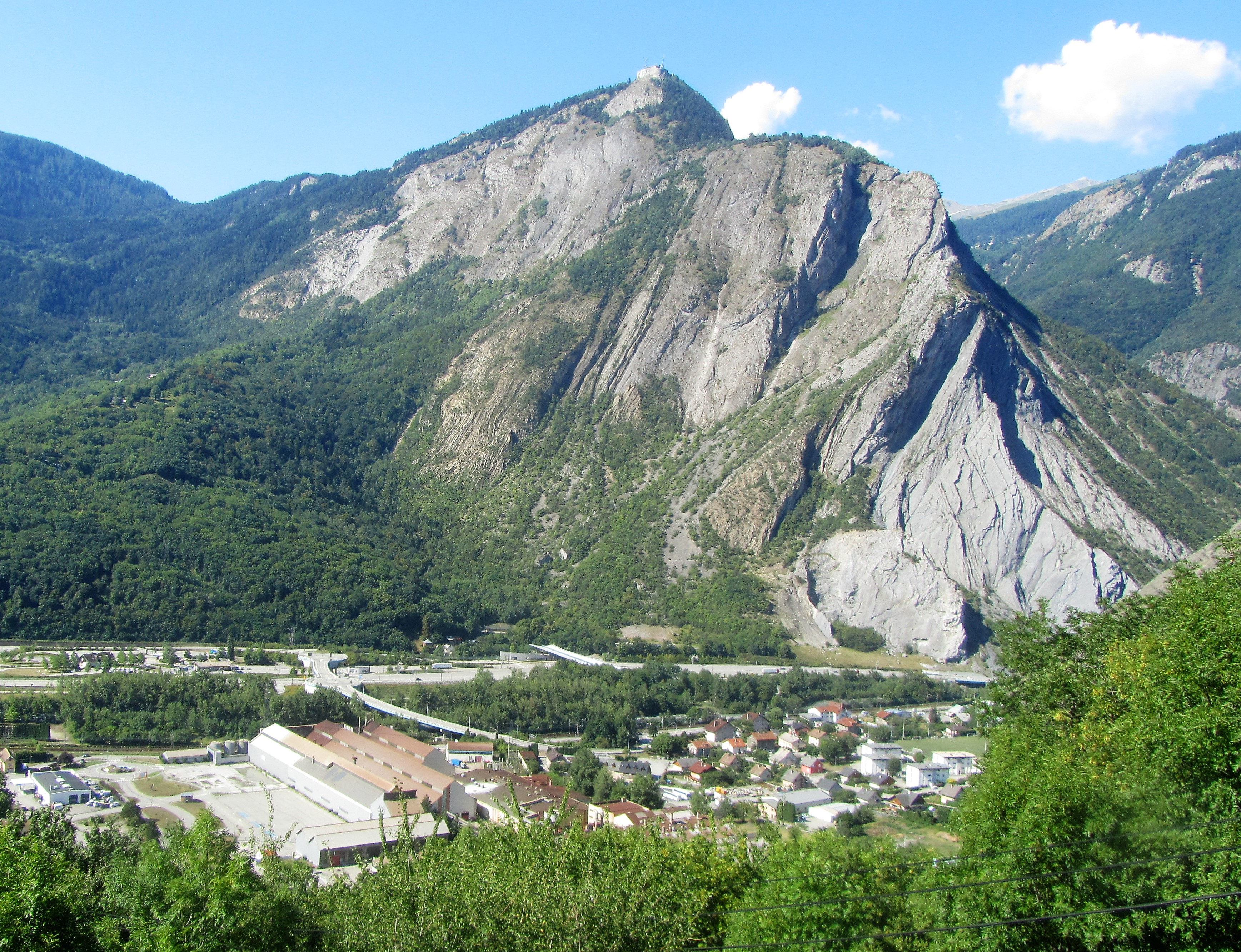
Vide laissé par la destruction des Aciéries.

La fermeture des deux usines a entraîné le  déclin démographique et enterré les projets de développement comme celui de Sainte-Anne la Tour en contiguïté avec le centre. Les autorités peinent  trouver de nouvelles entreprises et des vides apparaissent avec la destruction des anciens halls. Si le  peuplement se maintient dans les hameaux étagés sur les pentes comme celui du Noiray, c'est à titre purement résidentiel car il y a longtemps que le secteur primaire a perdu toute importance : il ne comptait plus que pour 0,8 % dans la population active au recensement de 1968.

### Occupation des sols
L'occupation des sols de la commune, telle qu'elle ressort de la base de données européenne d’occupation biophysique des sols Corine Land Cover (CLC), est marquée par l'importance des forêts et milieux semi-naturels (90,8 % en 2018), en diminution par rapport à 1990 (92,5 %). La répartition détaillée en 2018 est la suivante : 
forêts (43,9 %), milieux à végétation arbustive et/ou herbacée (27,9 %), espaces ouverts, sans ou avec peu de végétation (19 %), zones agricoles hétérogènes (3,7 %), zones urbanisées (3,4 %), zones industrielles ou commerciales et réseaux de communication (2,1 %). L'évolution de l’occupation des sols de la commune et de ses infrastructures peut être observée sur les différentes représentations cartographiques du territoire : la carte de Cassini (XVIIIe siècle), la carte d'état-major (1820-1866) et les cartes ou photos aériennes de l'IGN pour la période actuelle (1950 à aujourd'hui).

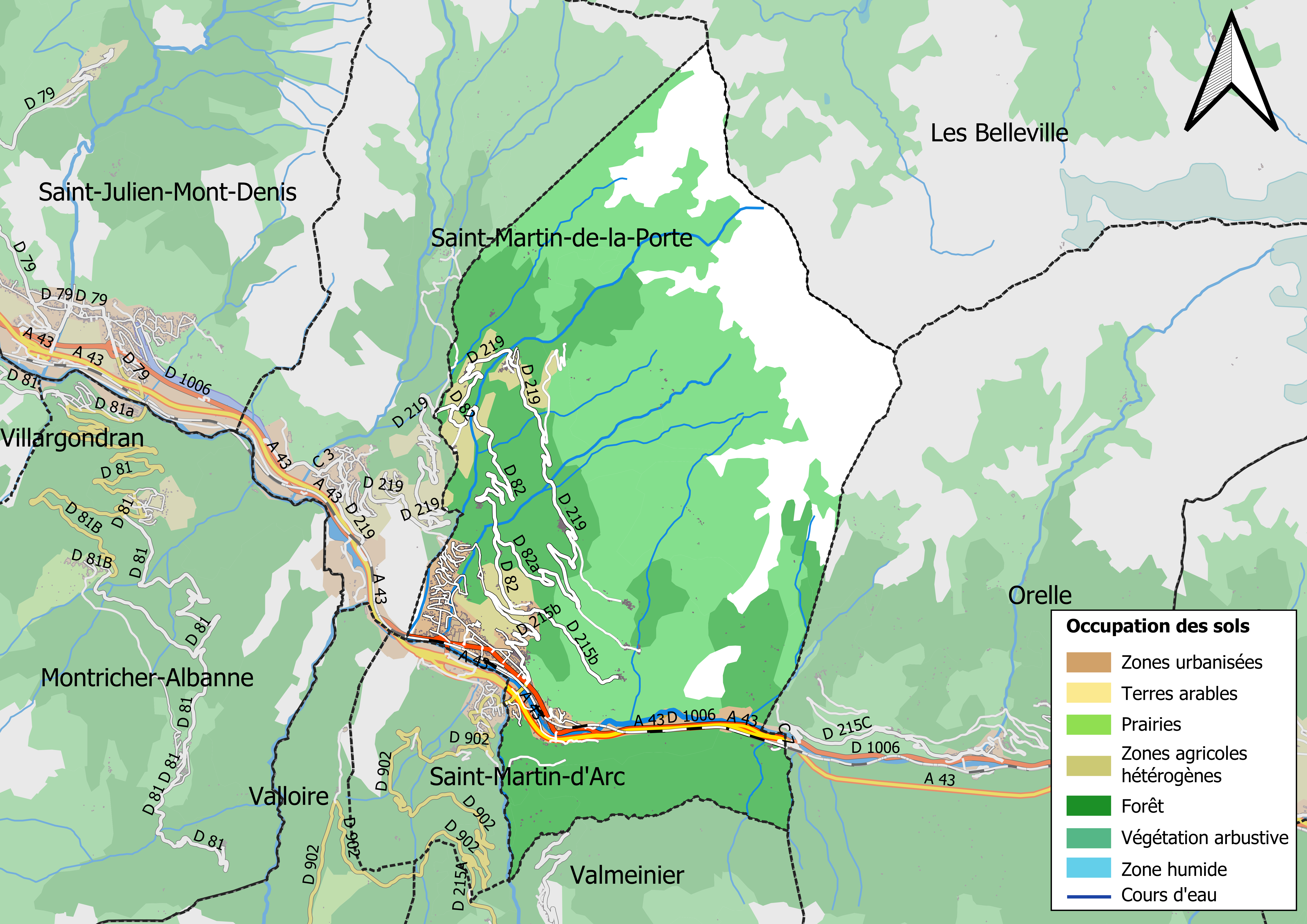
Carte des infrastructures et de l'occupation des sols en 2018 (CLC) de la commune.
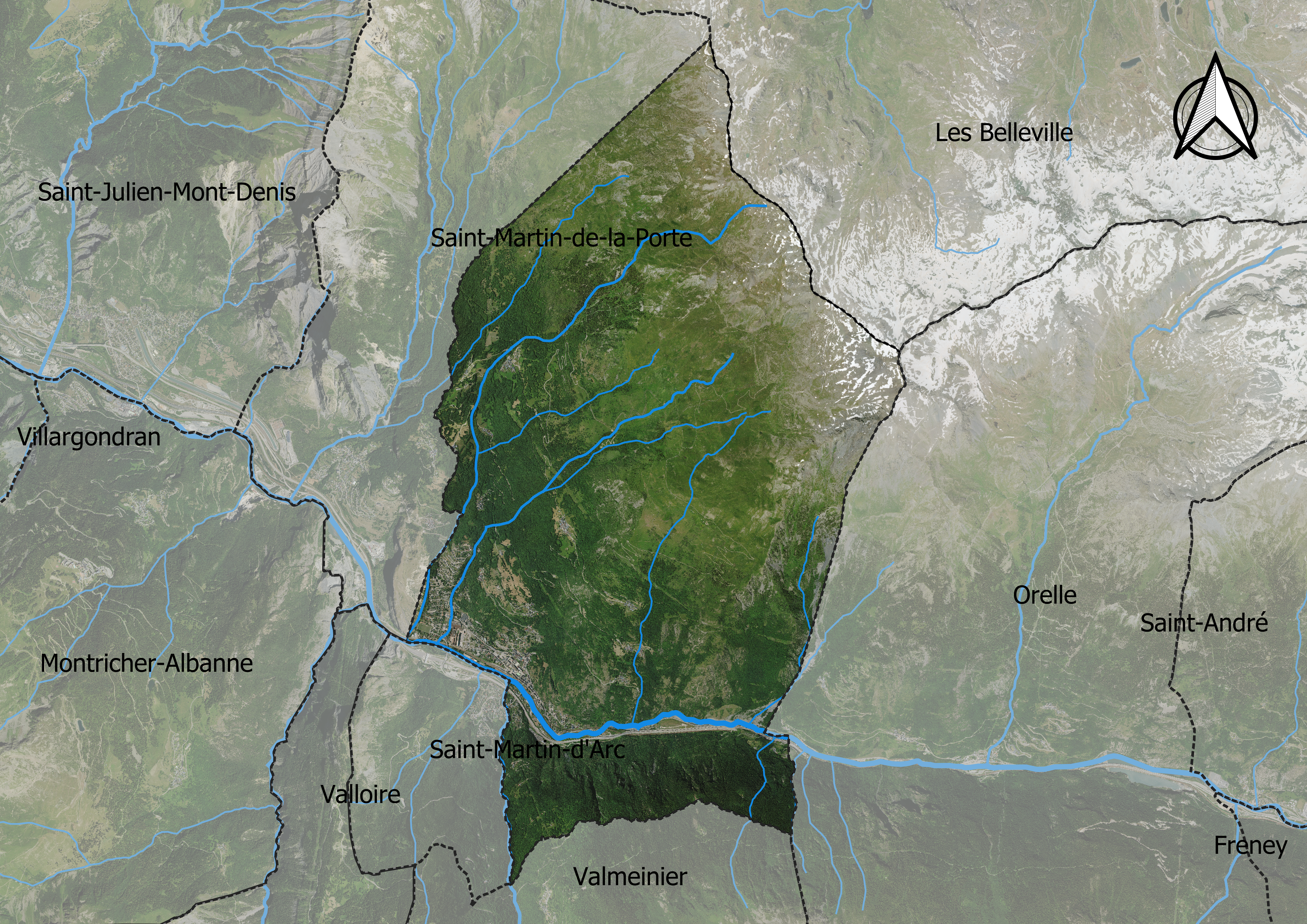
Carte orthophotogrammétrique de la commune.

## Toponymie
Dans les documents médiévaux, Saint-Michel-de-Maurienne est mentionnée sous les formes Beati Michaelis (1112), Sancti Michaelis (1181), beati Michaelis de Mauriana (1250), sanctum Michaelem in Mauriana (1328), que l'on trouve dans le Cartulaire de Maurienne, mais répertoriée également ailleurs sous les formes Sancto Michaele (1200), Sancti Michaelis Mauriane (1266), Villa Sanctis Michaelis Mauriane, Sancti Michaelis Mauriane (1369) ou encore Ville de Saint-Michel-de-Maurienne (1561),. Le chanoine Saturnin Truchet, dans son Histoire de Maurienne, propose, d'après le testament d'Abbon, que Magus correspondrait au bourg de Saint-Michel.
La commune de Saint-Michel devient Saint-Michel-de-Maurienne par le décret du 13 mai 1953,.
Le toponyme associe l'ancien nom de la commune, « Saint-Michel », au syntagme « -Maurienne » correspondant à la vallée de la Maurienne, où se situe la commune. Saint-Michel fait référence à l'archange Michel,,.
En francoprovençal, le nom de la commune s'écrit Sin Mestyé, selon la graphie de Conflans.

## Histoire

### Les Templiers et les Hospitaliers

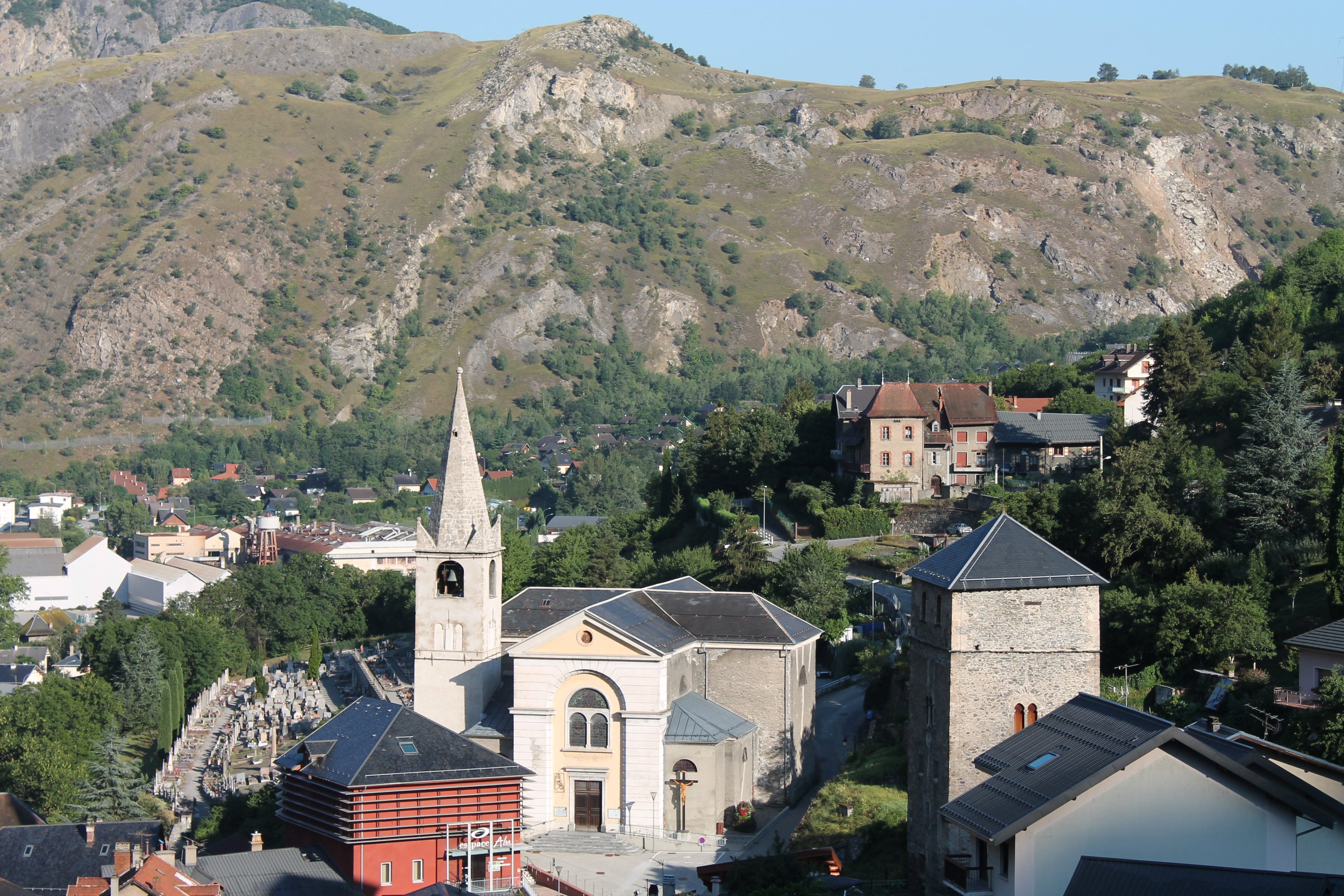
Vue du vieux bourg (Espace Alu, église Saint-Michel et tour carrée) depuis le plateau de Chambarlet (août 2018).

Le toponyme Le Temple rappelle l'installation d'une ancienne commanderie de l'ordre du Temple. Les sources ne permettent pas d'expliquer l'origine de cette maison fermière, les documents de donation ayant disparu. On retrouve une ancienne citation de cette maison dans une mention remontant à l'année 1181.
Lors de la dévolution des biens de l'ordre du Temple le temple de Saint-Michel passe aux Hospitaliers de l'ordre de Saint-Jean de Jérusalem. Le terrier de 1475 mentionne le Frère Michel Cochonis, vers 1450, comme recteur d'un hospital : « Rector sacre domus Dei hospitalis Sancti Michaelis. »
On retrouve sa trace comme maison membre de la commanderie de Chambéry avec les autres membres d'Accoyeu, Thouvet, Allevard, Avalon, Mésage et Vizille au sein de la Langue d'Auvergne,.
Il ne reste aucune trace de la commanderie de Saint-Michel, le site accueille une usine en 1919.

### Période contemporaine
- Accident ferroviaire de Saint-Michel-de-Maurienne en 1917 (425 morts).
- Massacre d'otages par les Allemands en août 1944.

Les communes de Beaune et du Thyl sont rattachées à Saint-Michel-de-Maurienne par l'arrêté préfectoral du 13 septembre 1972.

#### Saint-Michel au cœur de l'Espace alu
La Maurienne a été qualifiée de « vallée de l'aluminium ». À juste titre, car on y a compté jusqu'à six usines de fabrication. Prenant conscience du fait que Saint-Michel occupait une position géographiquement centrale entre La Praz (sur la commune de Freney) et Saint-Jean, des fervents du patrimoine ont souhaité, en 1992, que soit conservée la mémoire de cette particularité. Leur initiative, officialisée en 1999 par la municipalité, a abouti à l'ouverture, en 2007, au cœur du vieux bourg, du musée Espace alu, remarquablement aménagé, consacré à l'aluminium. Sa visite est devenue une étape incontournable pour tous ceux, de plus en plus nombreux, qui portent intérêt au patrimoine industriel. En revanche, il ne leur sera plus possible de visiter, sur le territoire de la commune, l'usine de La Saussaz dont les bâtiments ont été rasés pour faire place à l'autoroute.
La Saussaz avait été fondée en 1905 en même temps que la centrale hydroélectrique homonyme qui fonctionnait, à partir d'une dérivation sur le cours même de l'Arc, dans le périmètre de l'usine, sous une chute de 74 mètres et avec une puissance installée de 17 500 kW. Comme à La Praz créée en 1893, l'initiative est venue de la Société Électrométallurgique de Froges (SEMF). La maîtrise foncière et les conditions naturelles ont été particulièrement difficiles et expliquent que douze ans se soient écoulés entre l'ouverture des deux établissements. Tous deux sont entrés en 1921 dans le giron d'Alès-Froges-et-Camargue pour former A.F.M. (Alais-Froges-et-Camargue renommée Pechiney en 1950). Jusqu'à la fermeture, en 1985, La Saussaz a fonctionné comme une annexe de l'usine-mère des Plans de Saint-Jean-de-Maurienne. C'est par elle que transitait son approvisionnement en alumine car le raccordement direct à la voie ferrée qui surplombait l'usine était impossible. Parce que l'usine était coincée entre rivière et route nationale, l'extension des bâtiments a posé de grosses difficultés. La production est donc restée très modeste, inférieure à 2 000 tonnes jusqu'aux Trente Glorieuses. Elle a fortement augmenté par la suite grâce en particulier à d'importants gains de productivité pour atteindre 4 500 tonnes en 1950 et 12 400 en 1973. Pour une meilleure valorisation du métal, l'usine s'est spécialisée dès 1922 dans la production d'Alpax. Cet alliage d'aluminium dans lequel le silicium entre pour 13 % (d'où l'appellation commerciale d'AS13) est particulièrement recommandé pour la fabrication des blocs-moteurs  d'automobile car il se prête bien au moulage, offre une bonne résistance mécanique et est d'un poids allégé par la faible densité du silicium (densité de 2,5 contre 2,7 pour l'aluminium) ; il était acheté dans la proche usine de Montricher, distante de seulement 8 km. Les fondeurs avaient acquis une grande maîtrise dans la conduite des opérations. L'usine employait 230 personnes en 1939 mais l'effectif est tombé à 87 en 1974. Après la nationalisation de Pechiney en 1983, il a été jugé plus logique de reporter tous les investissements sur l'usine de Saint-Jean-de-Maurienne dont la capacité a été portée à 120 000 tonnes. La fermeture des installations vieillissantes et polluantes est alors devenue inévitable (1985).

#### Le siècle de Renault
La décision de Louis Renault de s'implanter à Saint-Michel-de-Maurienne en 1917, en plein conflit mondial, revêtait l'aspect d'un engagement patriotique. La privatisation de la Régie en 1996 a été ressentie comme l'annonce d'une mort prochaine. La fermeture devait intervenir 20 ans plus tard, en 2016.
C'est au lieu-dit Le Temple que la construction de l'usine a été entreprise en 1917. La mise en service a eu lieu en 1919. En authentique fille de la houille blanche, elle tirait son énergie de la centrale du Châtelard qui turbinait sous une haute chute les eaux de la Nevache, affluent de rive gauche de l'Arc, au prix d'un court raccordement. C'est en 1925 que l'établissement a été converti en aciérie. Ces Aciéries du Temple ont tenu une place essentielle dans la vie de Saint-Michel. Elles imposaient leur présence par leur étalement sur quatre hectares au cœur de la ville et par leurs cités pour loger le personnel qui est monté jusqu'à 1 032 en 1939. Les difficultés de la guerre de 1939-45 puis celles de l'inondation catastrophique de juin 1957 ont été surmontées. Mais pendant les Trente Glorieuses, au temps du gigantisme industriel, l'aciérie ne semblait plus en mesure de suivre le rythme de développement de la production automobile : elle était trop à l'écart des grands centres de montage ; la capacité des fours était limitée à quelques dizaines de milliers de tonnes. Tant qu'à faire, mieux valait pour la Régie, qui avait succédé au fondateur à la Libération, reporter ses investissements sur sa filiale la SAFE (Société des Aciers Fins de l'Est) située à Hagondange, au cœur de la grande région sidérurgique lorraine. La reconversion est bientôt apparue comme la condition de la survie.
Elle a été conduite en trois étapes. Dès 1968 avait été ouvert un premier atelier d'outillage de forge. Il correspondait à 10 % du chiffre d'affaires en 1970 et mobilisait 78 des 737 emplois en 1972. Deux ans plus tard était inauguré l'atelier de fonderie de précision qui occupait également un dixième du personnel. L'usine se trouvait libérée de lourdes charges de transports car 1 000 tonnes suffisaient à ses approvisionnements et les débouchés étaient assurés, la Régie restant le principal client. Dans le même temps, l'activité sidérurgique amorçait son repli, la production d'acier passant de 22 000 tonnes en 1967 à 16 000 en 1972. La troisième étape fut réalisée en 1974 par transfert depuis Boulogne-Billancourt de l'atelier de frappe à froid, opération remarquablement réussie grâce à un effort de formation de 240 salariés. En 1977, toute fabrication d'acier était arrêtée. Le personnel se répartissait alors entre l'outillage de forges (85 emplois), la fonderie de précision (86 emplois et la frappe à froid (432). On comptait au total 737 emplois avec les services généraux. L'optimisme était encore de mise au milieu des années 1980 : on comptait 593 emplois emplois dont 22 % de femmes en 1985 grâce au grand développement de la fonderie de précision. Sous sa nouvelle raison sociale, Métaltemple proposait ses pièces frappées ou fondues non plus à la seule Régie mais à l'ensemble des constructeurs automobiles ainsi qu'aux industriels de l'armement, des cycles et du sport. En 1992 était même mise en marche une deuxième fonderie et l'on comptait 650 emplois.
Après la privatisation de Renault, aucun lien sentimental n'a plus sembler attacher les repreneurs à la Maurienne. En 1999, la frappe à froid a été transférée à Delle, dans le Territoire de Belfort par la société Former qui en avait fait l'acquisition en 1994 : il en a coûté 200 emplois. Quant à la fonderie de précision, dans un domaine où la technique évolue rapidement pour suivre les transformations de l'industrie automobile, faute d'investissements, elle est devenue peu à peu obsolète, avec des prix de revient peu compétitifs ; se sont surajoutées les difficultés de la crise économique à partir de 2008. Elle avait plusieurs fois changé de mains passant de Fiat en 2000 à Teksid puis au fonds de pension américain Questor. Elle a perdu jusqu'à son identité en 2013 et a été rebaptisée MT Technology au terme d'un dépôt de bilan, son patron tentant de la maintenir à flot avec un effectif réduit à 165. Ils n'étaient plus que 113 en avril 2016 lorsque la défaillance des derniers clients a conduit à la liquidation judiciaire.
La fermeture des anciennes Aciéries du Temple survenant 31 ans après celle de l'usine d'aluminium de La Saussaz, Saint-Michel a achevé de mériter le titre d'agglomération industrielle qui lui avait été décerné dans une publication de 1944. Cette situation se traduit dans les statistiques démographiques : entre 1968 et 2015, l'agglomération formée par Saint-Michel et Saint-Martin-d'Arc est passée de 4 218 à 2 832 habitants, soit un recul d'un tiers.

## Politique et administration

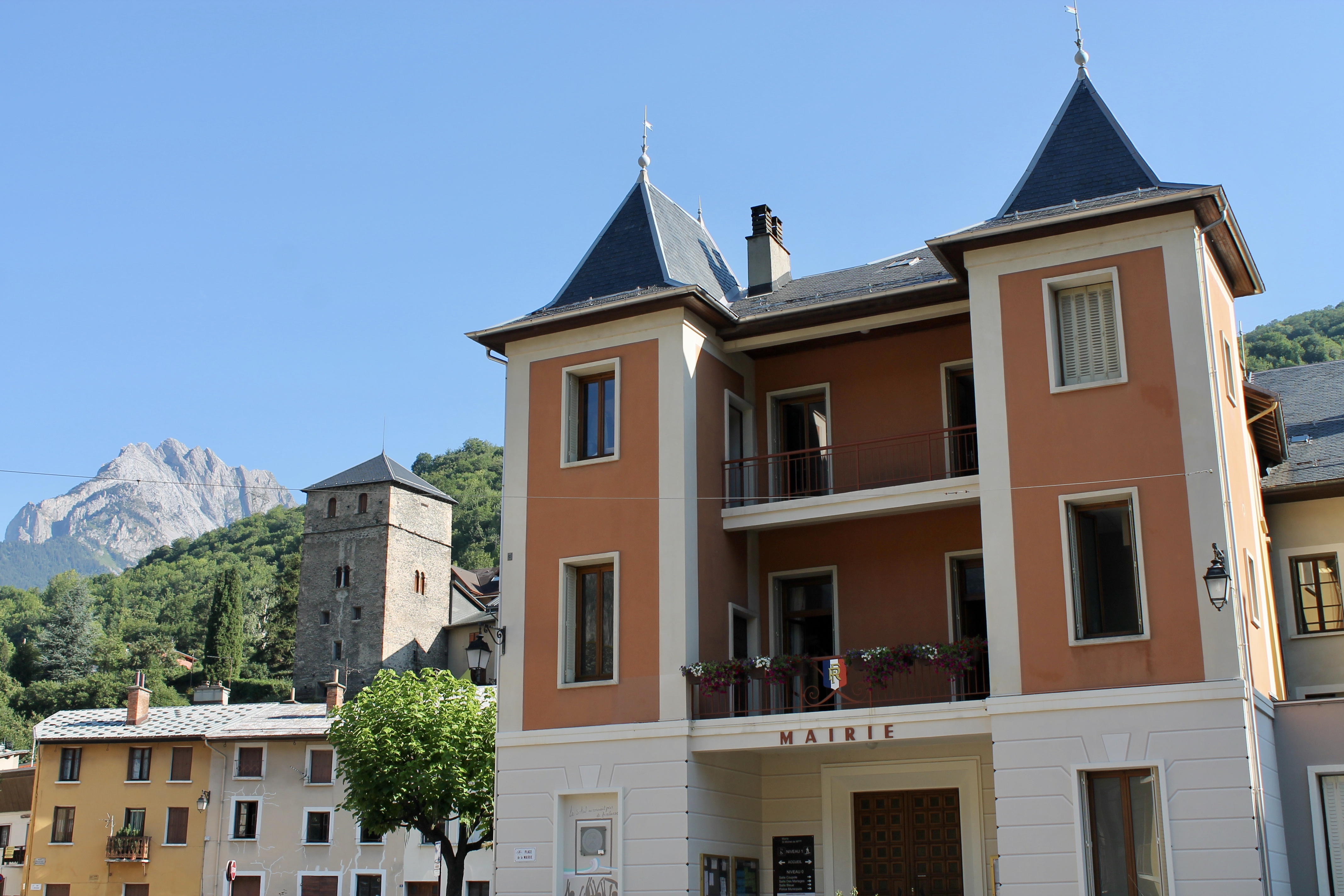
Hôtel de Ville de Saint-Michel-de-Maurienne.

### Liste des syndics
Avant l'annexion de la Savoie à la France, la commune de Saint-Michel-de-Maurienne a connu différents syndics:
| Période                                  | Période | Identité                | Étiquette | Qualité             |
| ---------------------------------------- | ------- | ----------------------- | --------- | ------------------- |
| Les données manquantes sont à compléter. |         |                         |           |                     |
| ?                                        | 1818    | Jean-Baptiste Charvoz   |           |                     |
| 1819                                     | 1821    | Jean-Baptiste Collombet |           |                     |
| 1821                                     | 1925    | Collombant Couvert      |           |                     |
| 1825                                     | 1827    | Marcellin Bertrand      |           |                     |
| 1827                                     | 1829    | Collomban Couvert       |           |                     |
| 1829                                     | 1833    | Marcellin Bertrand      |           |                     |
| 1833                                     | 1834    | Nicolas Durand          |           | Docteur en médecine |
| 1834                                     | 1839    | Jean-Baptiste Rostaing  |           |                     |
| 1839                                     | 1842    | Nicolas Durand          |           |                     |
| 1842                                     | 1848    | Jean-Baptiste Rostaing  |           |                     |
| 1849                                     | 1851    | Nicolas Durand          |           |                     |
| 1852                                     | 1857    | François Almidany       |           |                     |
| 1857                                     | 1860    | Jean-François Rostaing  |           | Docteur en médecine |

### Liste des maires
| Période   | Période   | Identité                | Étiquette | Qualité |
| --------- | --------- | ----------------------- | --------- | --- |
| 1860      | 1887      | Jean-François Rostaing  |           | Conseiller provincial / Conseiller général                                                                                                  |
| 1887      | 1888      | Louis Gaillard          |           | |
| 1888      | 1908      | Joseph François Richard |           | |
| 1908      | 1910      | Maurice Grange          |           | |
| 1910      | 1919      | Rémy Fayen              |           | Industriel, Directeur de la société des Mines de Saint-Michel et Sordières, Directeur de platrières au sud-est de Saint-Michel de Maurienne |
| 1919      | 1926      | Félix Buttin            |           | Notaire |
| 1926      | 1929      | Rémy Fayen              |           | |
| 1929      | 1931      | César Magnin            |           | |
| 1931      | 1935      | Vincent Ferrier         |           | |
| 1935      | 1936      | Emmanuel Buttin         |           | |
| 1936      | 1939      | Georges Renaud          |           | |
| 1939      | 1944      | Léon Richard            |           | |
| 1944      | 1947      | Joseph Charvoz          | PCF       | |
| 1947      | 1947      | Séraphin Varcin         |           | |
| 1947      | 1959      | Léon Richard            |           | |
| 1959      | 1971      | Camille Cassaz          |           | |
| 1971      | 1974      | Marcel Bard             |           | |
| 1974      | 1985      | Pierre Bochu            |           | |
| 1986      | mars 1989 | Bernard Juillard        | DVD       | |
| mars 1989 | mars 2008 | Félix Anselme           | PS        | Enseignant spécialisé Conseiller général du canton de Saint-Michel-de-Maurienne (1979 → 1992)                                               |
| mars 2008 | 2020      | Jean-Michel Gallioz     | DVG       | Retraité Conseiller général du canton de Saint-Michel-de-Maurienne (2004 → 2015)                                                            |
| 2020      | En cours  | Gaëtan Mancuso          | DVD       | Président de la communauté de communes Maurienne-Galibier depuis 2020.                                                                      |

## Population et société

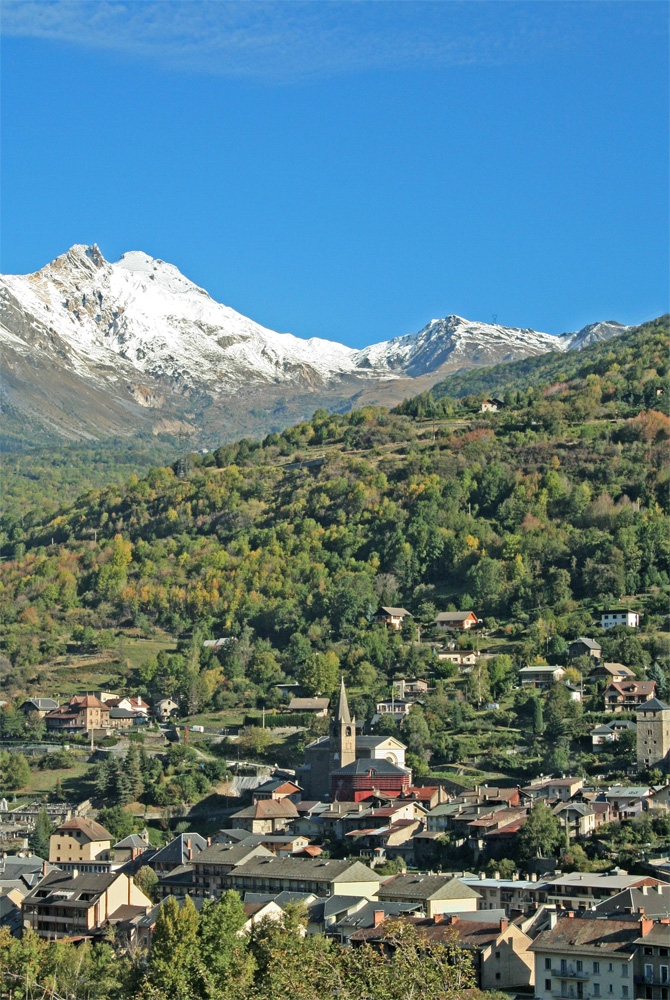
Vue du village de Saint-Michel-de-Maurienne.

Les habitants de Saint-Michel-de-Maurienne sont appelés les Saint-Michelains localement, les Saint-Michelains-de-Maurienne nationalement.

### Démographie
L'évolution du nombre d'habitants est connue à travers les recensements de la population effectués dans la commune depuis 1793. Pour les communes de moins de 10 000 habitants, une enquête de recensement portant sur toute la population est réalisée tous les cinq ans, les populations de référence des années intermédiaires étant quant à elles estimées par interpolation ou extrapolation. Pour la commune, le premier recensement exhaustif entrant dans le cadre du nouveau dispositif a été réalisé en 2008.

En 2022, la commune comptait 2 432 habitants, en évolution de −0,98 % par rapport à 2016 (Savoie : +3,63 %, France hors Mayotte : +2,11 %).
| 1793  | 1800  | 1806  | 1822  | 1838  | 1848  | 1858  | 1861  | 1866  |
| ----- | ----- | ----- | ----- | ----- | ----- | ----- | ----- | ----- |
| 1 222 | 1 462 | 1 428 | 1 773 | 1 869 | 1 850 | 1 899 | 1 462 | 2 380 |

| 1872  | 1876  | 1881  | 1886  | 1891  | 1896  | 1901  | 1906  | 1911  |
| ----- | ----- | ----- | ----- | ----- | ----- | ----- | ----- | ----- |
| 2 320 | 2 061 | 1 997 | 2 045 | 1 943 | 2 017 | 2 045 | 2 632 | 2 480 |

| 1921  | 1926  | 1931  | 1936  | 1946  | 1954  | 1962  | 1968  | 1975  |
| ----- | ----- | ----- | ----- | ----- | ----- | ----- | ----- | ----- |
| 2 715 | 2 910 | 2 645 | 2 820 | 2 661 | 2 958 | 3 629 | 3 708 | 3 743 |

| 1982  | 1990  | 1999  | 2006  | 2008  | 2013  | 2018  | 2022  | - |
| ----- | ----- | ----- | ----- | ----- | ----- | ----- | ----- | - |
| 3 418 | 2 919 | 2 714 | 2 768 | 2 773 | 2 486 | 2 466 | 2 432 | - |

### Enseignement

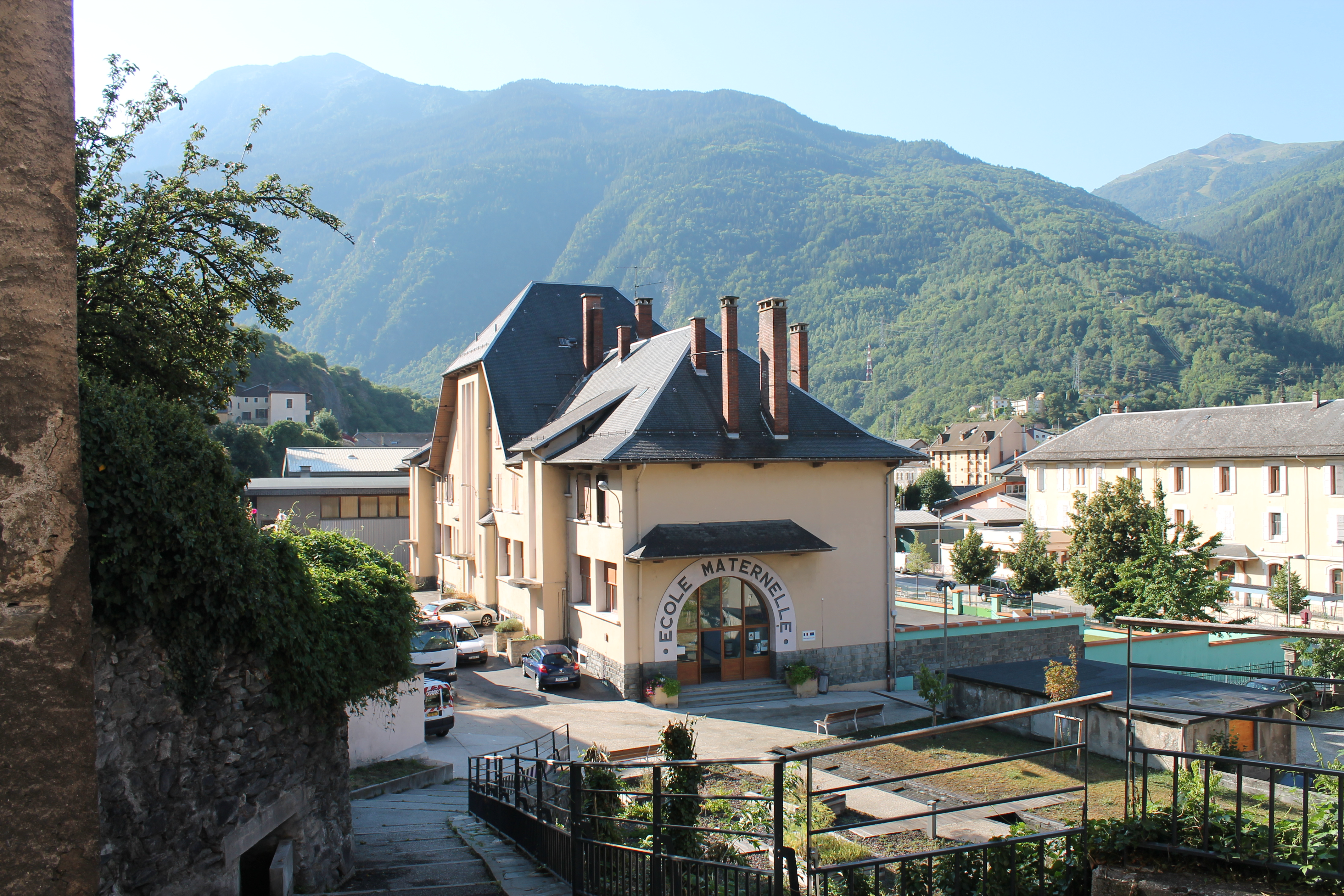
École maternelle.

La commune de Saint-Michel-de-Maurienne est située dans l'académie de Grenoble.

### Manifestations culturelles et festivités
- une fête, la Saint-Michel, le 29 septembre, qui accueille une fête foraine tous les ans ;
- une foire aux plants qui se déroule tous les ans aux alentours du 15 mai et réunit des centaines d'artisans dans les deux rues principales et à l'école primaire ;

## Économie

### Commerces, artisanat, services
Saint-Michel-de-Maurienne possède :
- un bureau de poste ;

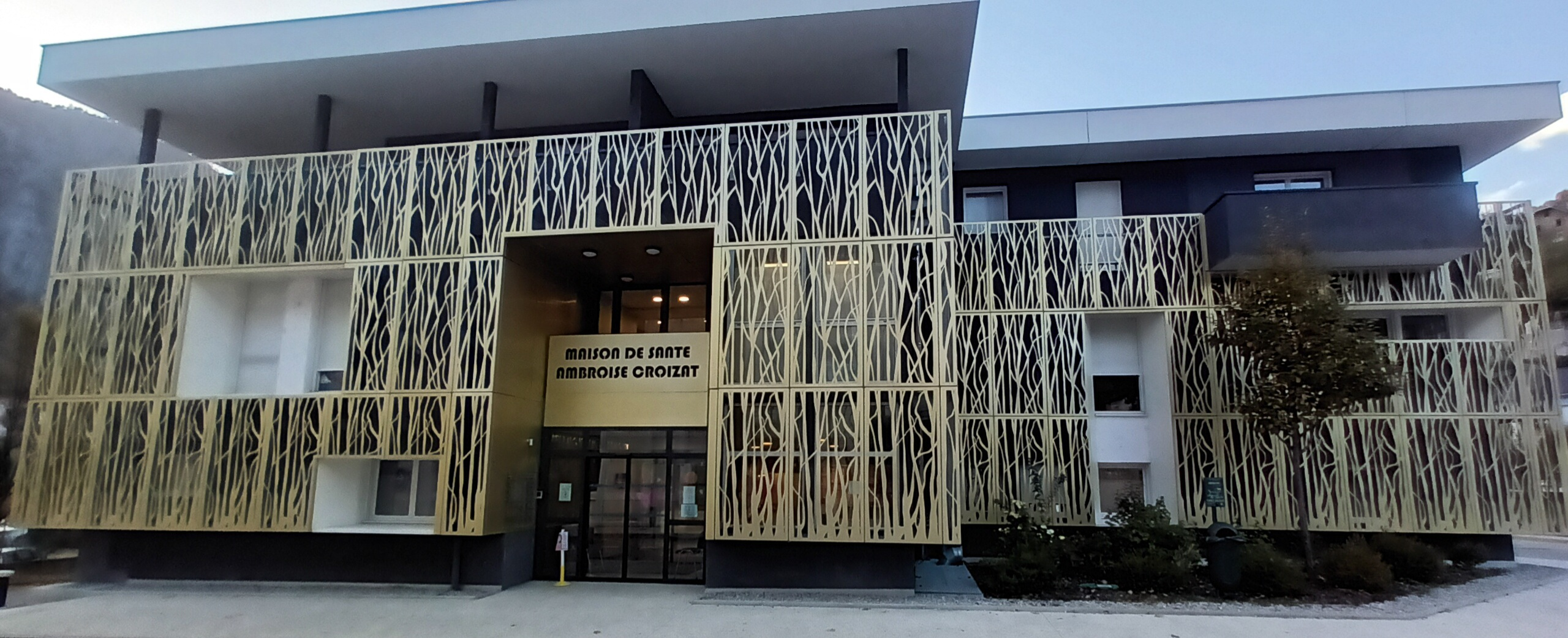
Maison de santé polyvalente Ambroise Croizat.

- un supermarché « Carrefour Market » ;
- un hall de la presse ;
- des clubs sportifs : Tennis, Football, VTT-Cyclo, Boule/Pétanque ;
- trois courts de tennis en Quick dont un couvert d'octobre à juin ;
- un stade de foot en gazon synthétique ;
- deux gymnases pouvant accueillir : basket, tennis, foot, handball, escalade, futsal ;
- une salle polyvalente ;
- commerces essentiels (pharmacies, bureau de tabac, hôtels, restaurants...) ;
- un cinéma/centre culturel (association cinéma et culture en Maurienne) ;
- une bibliothèque ;
- un musée, l'Espace Alu[36], consacré à l'épopée de l'aluminium dans les Alpes ;
- la gare de Saint-Michel - Valloire ;
- la maison polyvalente de santé Ambroise Croizat.

## Culture locale et patrimoine

### Lieux et monuments

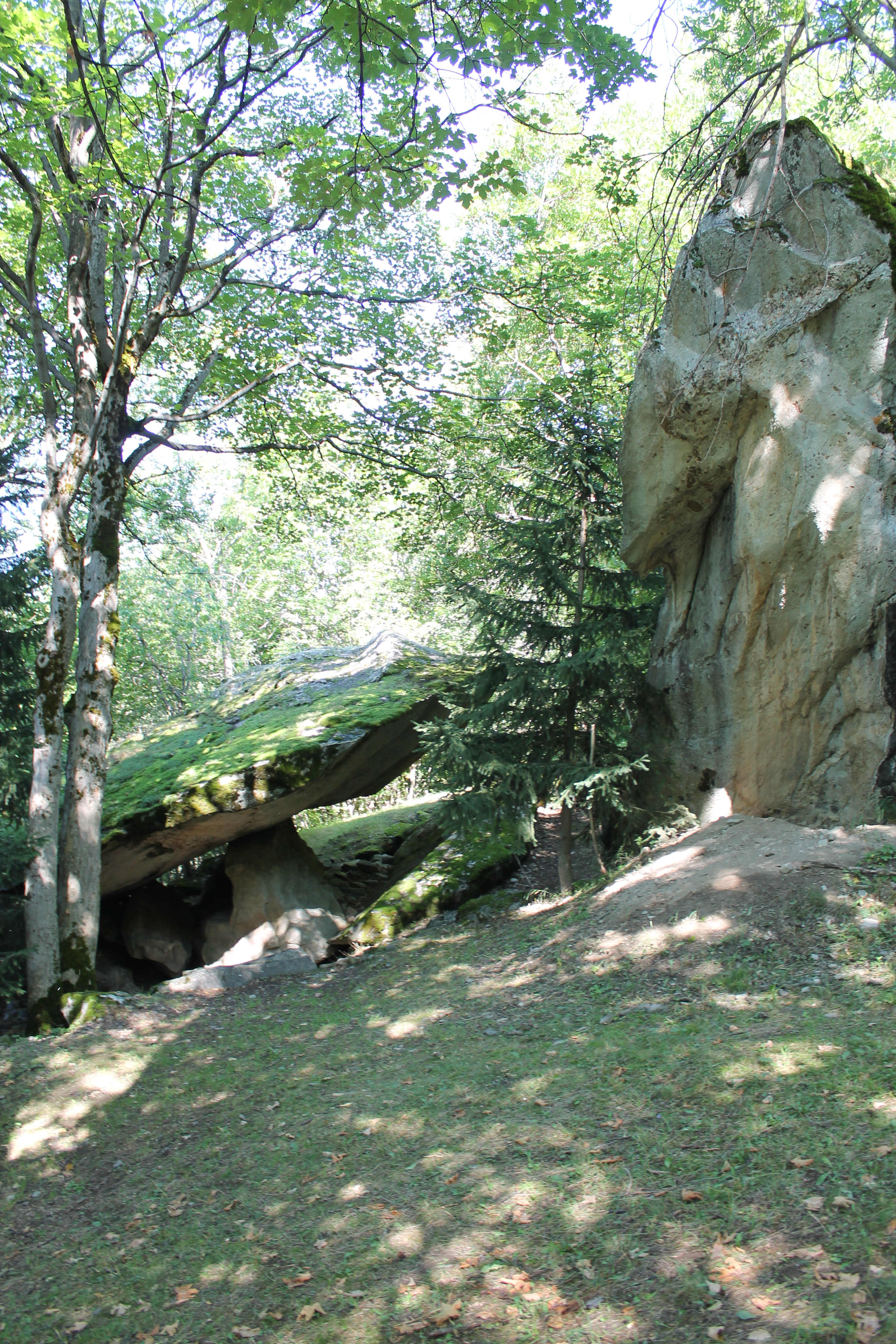
Dolmen du Thyl (août 2018).
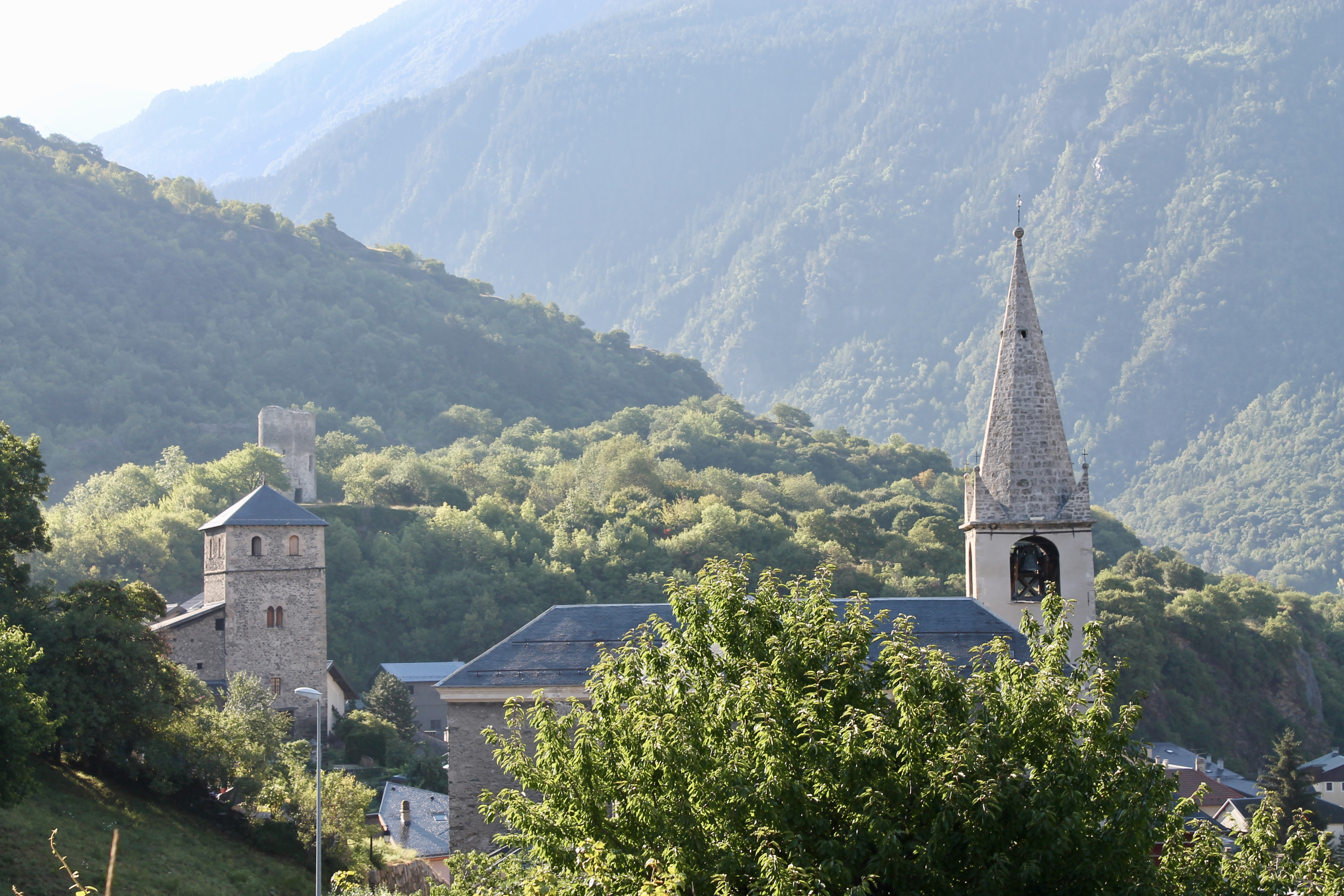
Les deux « tours » et l'église de Saint-Michel (août 2018).
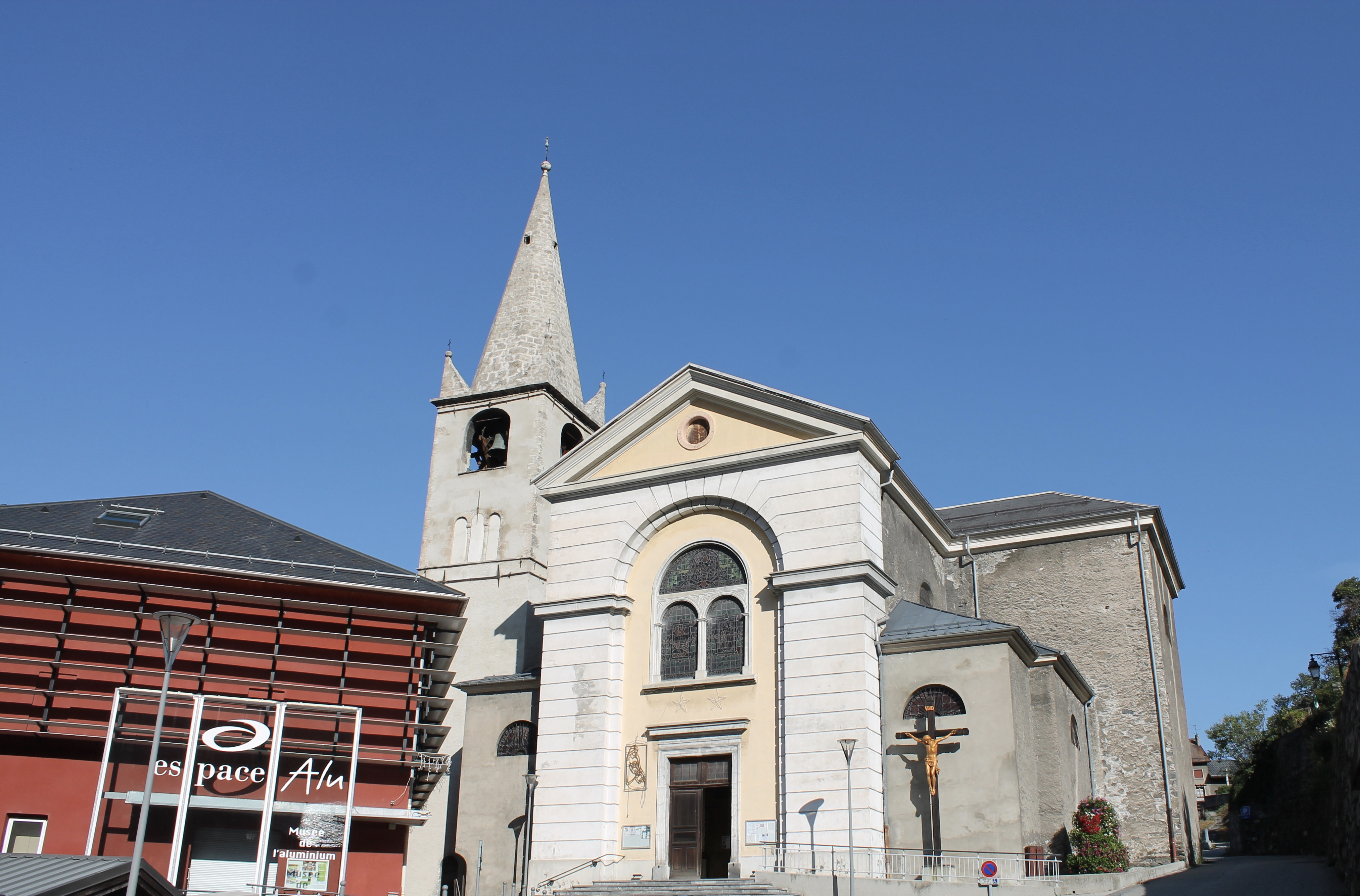
Église Saint-Michel et Espace Alu.
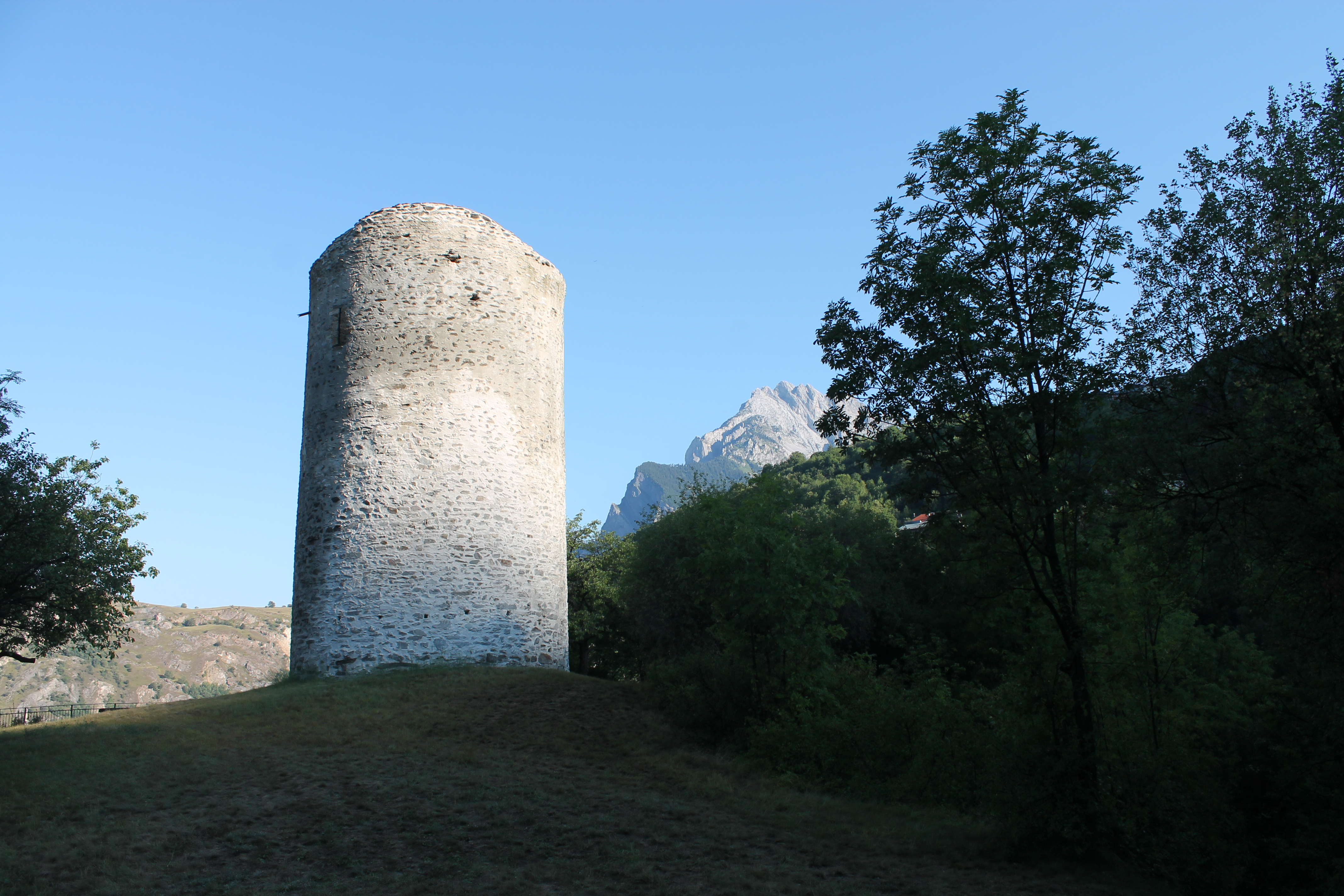
Vestige de la tour ronde restaurée du château de Saint-Michel (août 2018). En arrière-plan, la Croix des Têtes (2 492 m).
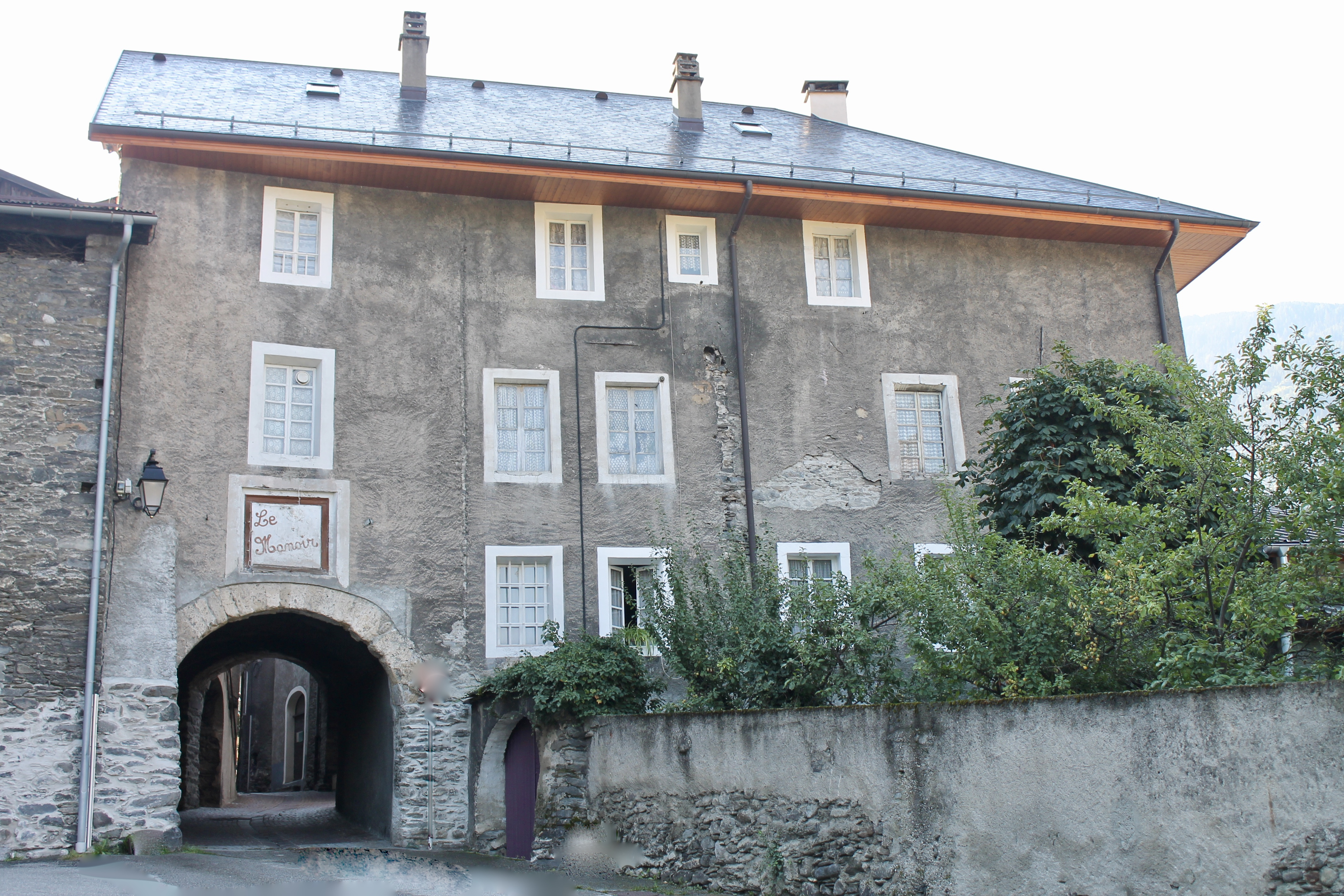
Porte basse de la vieille ville.
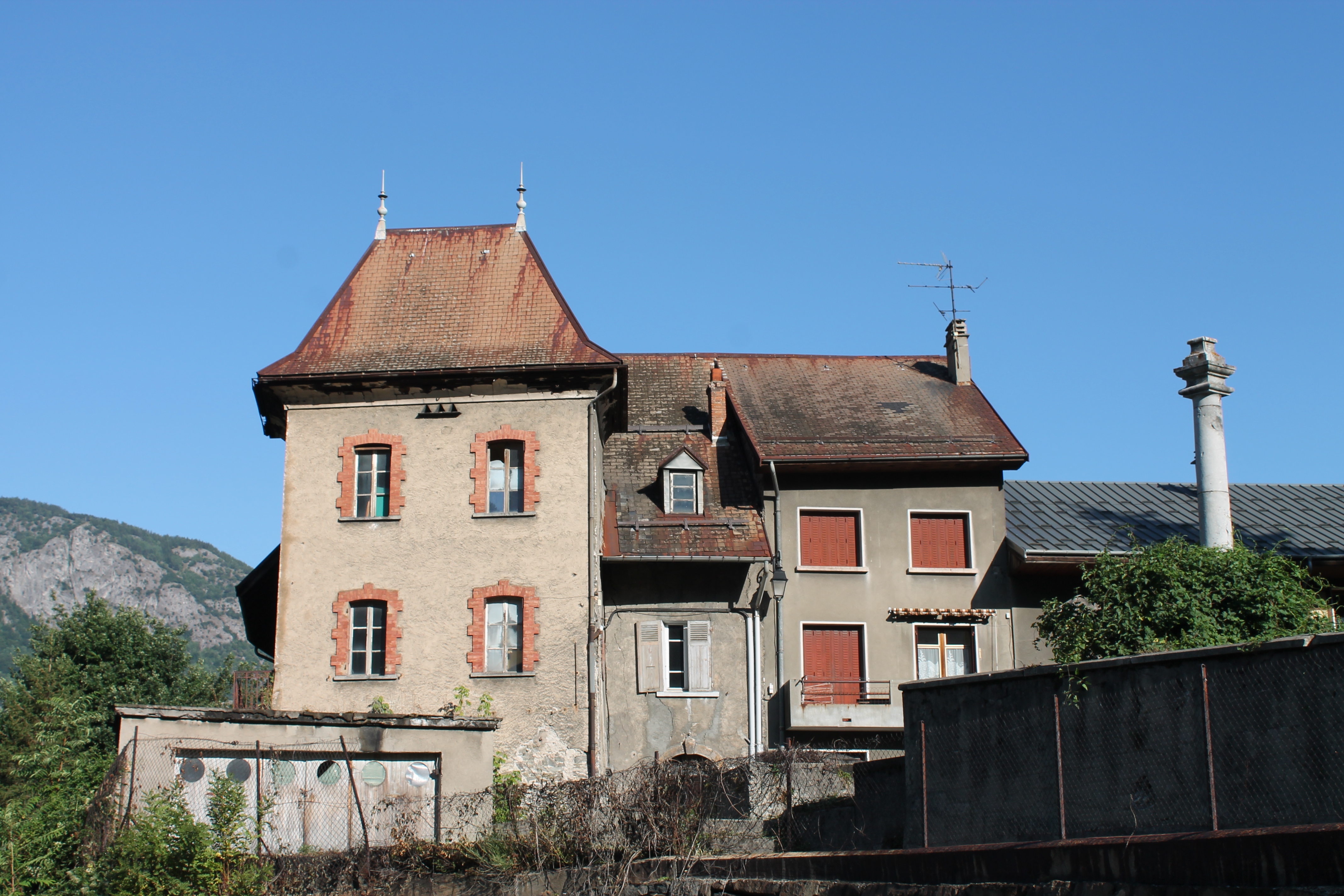
Maison de maître du Mollard (août 2018)
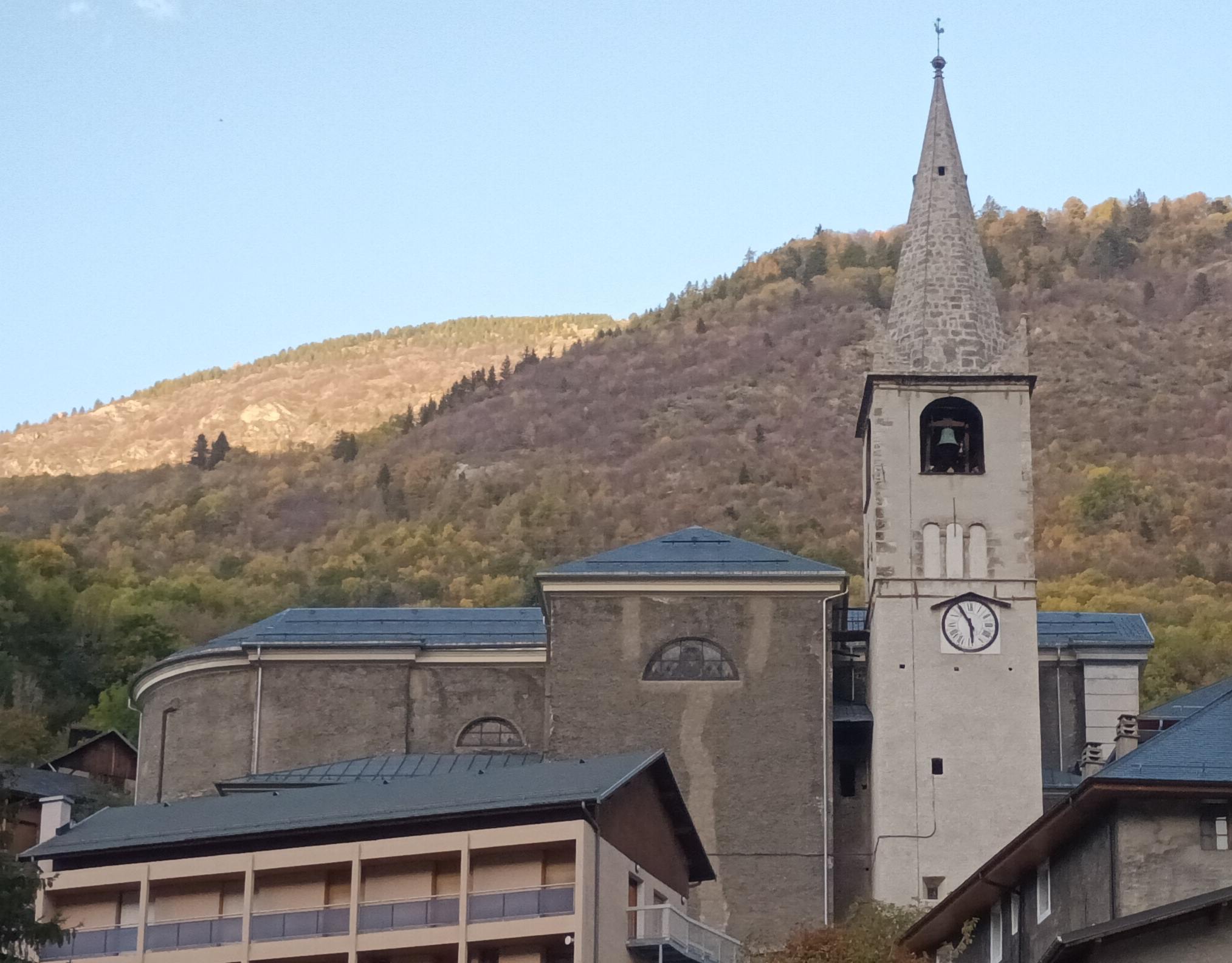
Église de Saint-Michel-de-Maurienne et son clocher.

- Le sentier archéologique du Thyl permettant de découvrir le patrimoine mégalithique de la commune avec la roche gravée du Thyl-Dessous ou encore les blocs cupulaires, mais aussi le dolmen, un bloc d'éboulement effondré (improprement dit un dolmen) et dont l'occupation humaine n'est pas déterminée)[37].

#### Les châteaux et le vieux bourg
- les vestiges d'une tour ronde, restaurée, dite tour blanche, appartient à l'ancien château de Saint-Michel (castrum sancti Michaelis)[38], siège d'une châtellenie. Le type architecture permet de dater la tour du XIIIe siècle. L'ancienne forteresse installée sur le plateau de Chambarlet, surplombait le village ;
- dans le centre du village, une tour carrée ;
- la vieille ville, ruelle avec maisons anciennes et les vieilles portes ;
- le château de Vigny (1532), Le Vigny (Saint-Michel). Possession de la famille Bertrand de Vigny.

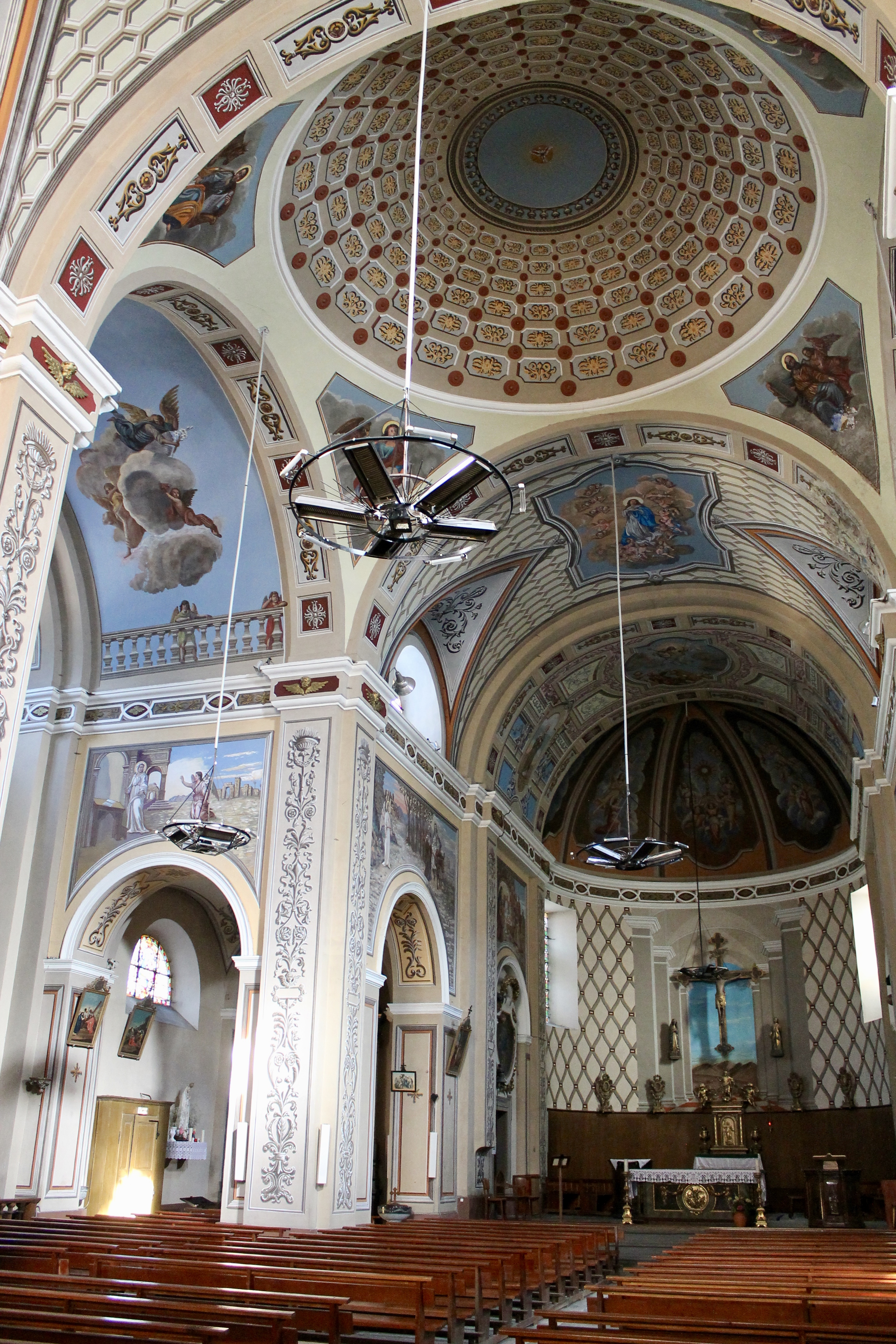
Intérieur de l'église Saint-Michel.
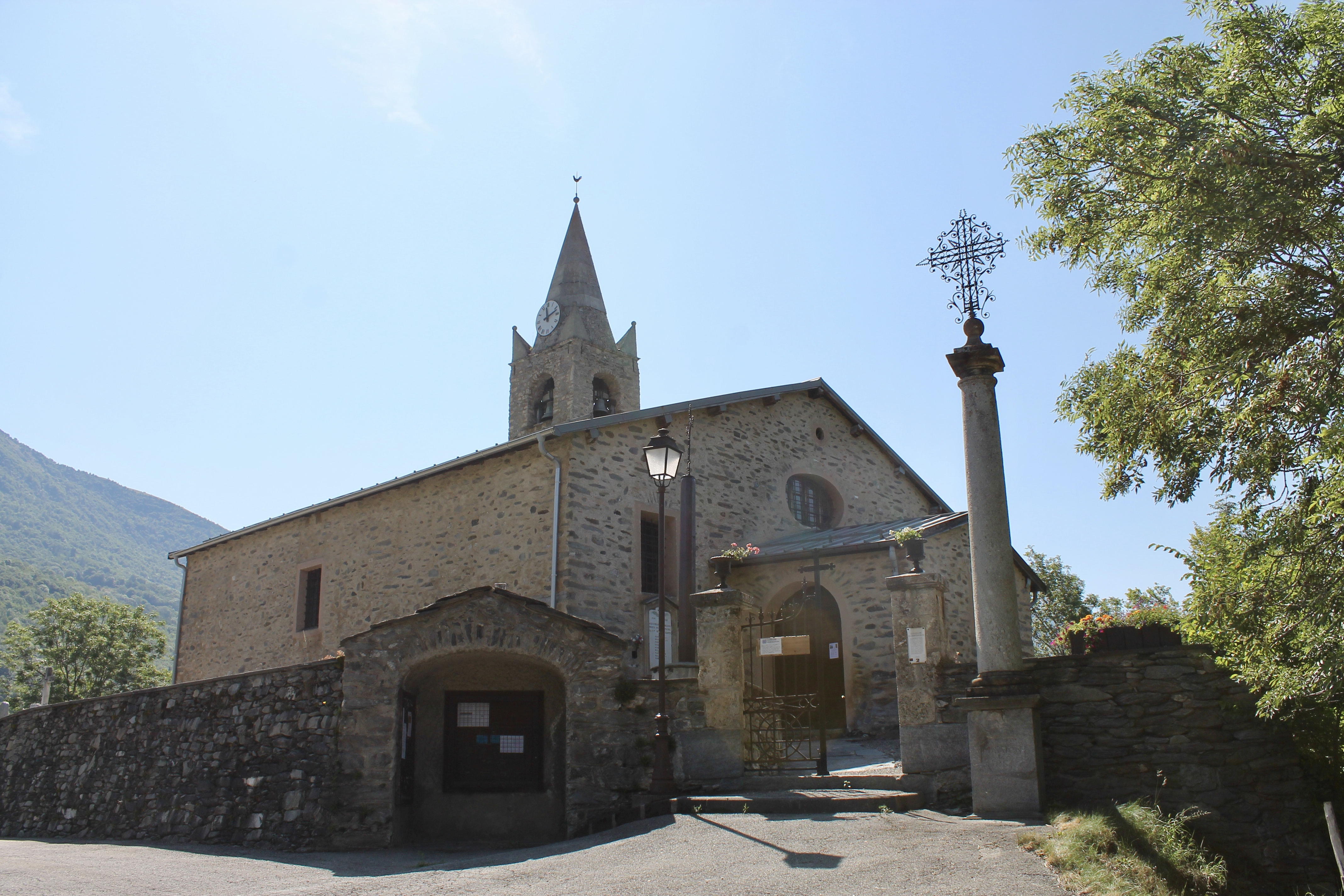
Église Notre-Dame-de-l'Assomption de Beaune (1518).
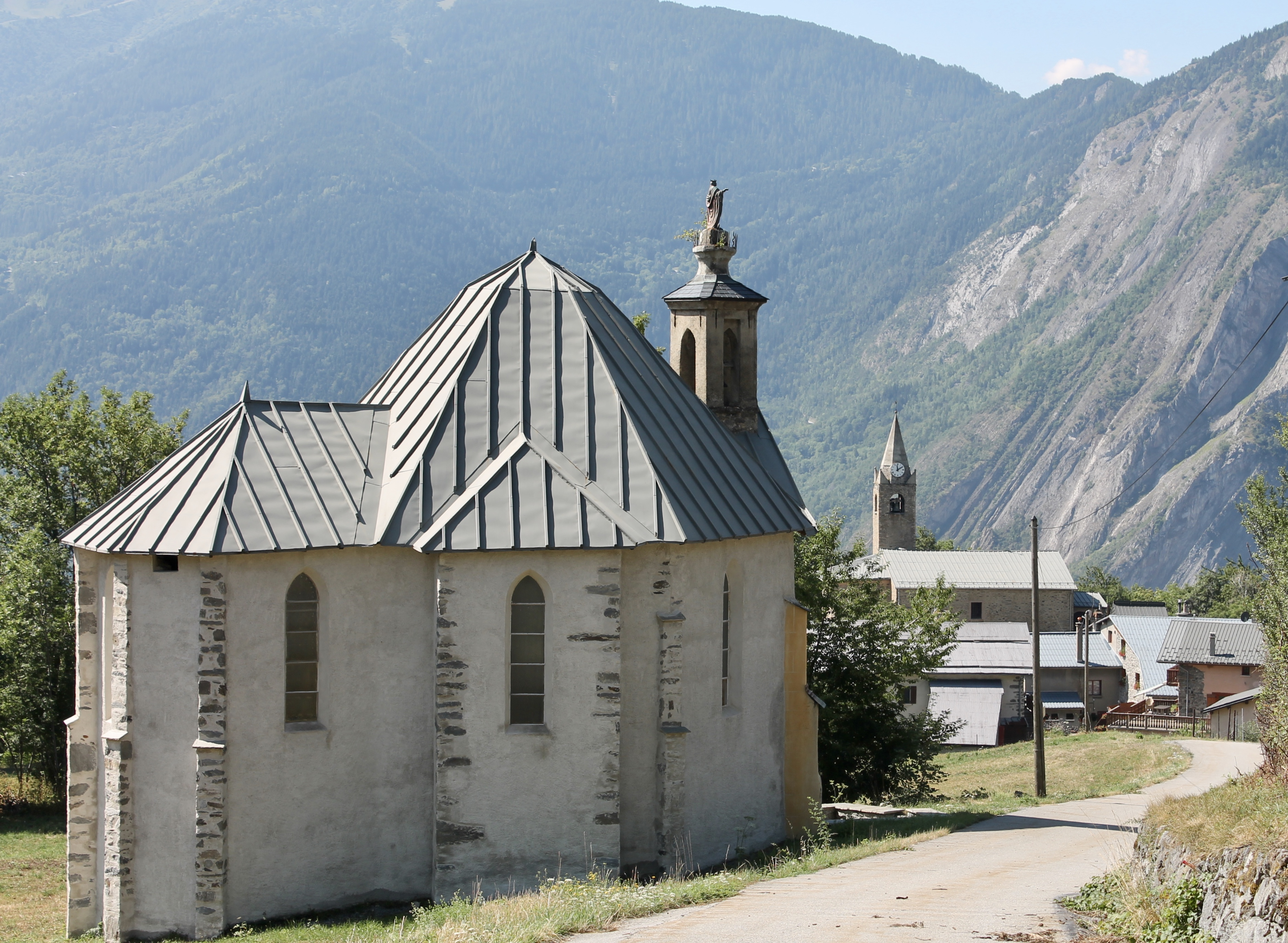
Arrière de la chapelle Notre-Dame-des-Victoires de Beaune (1869).
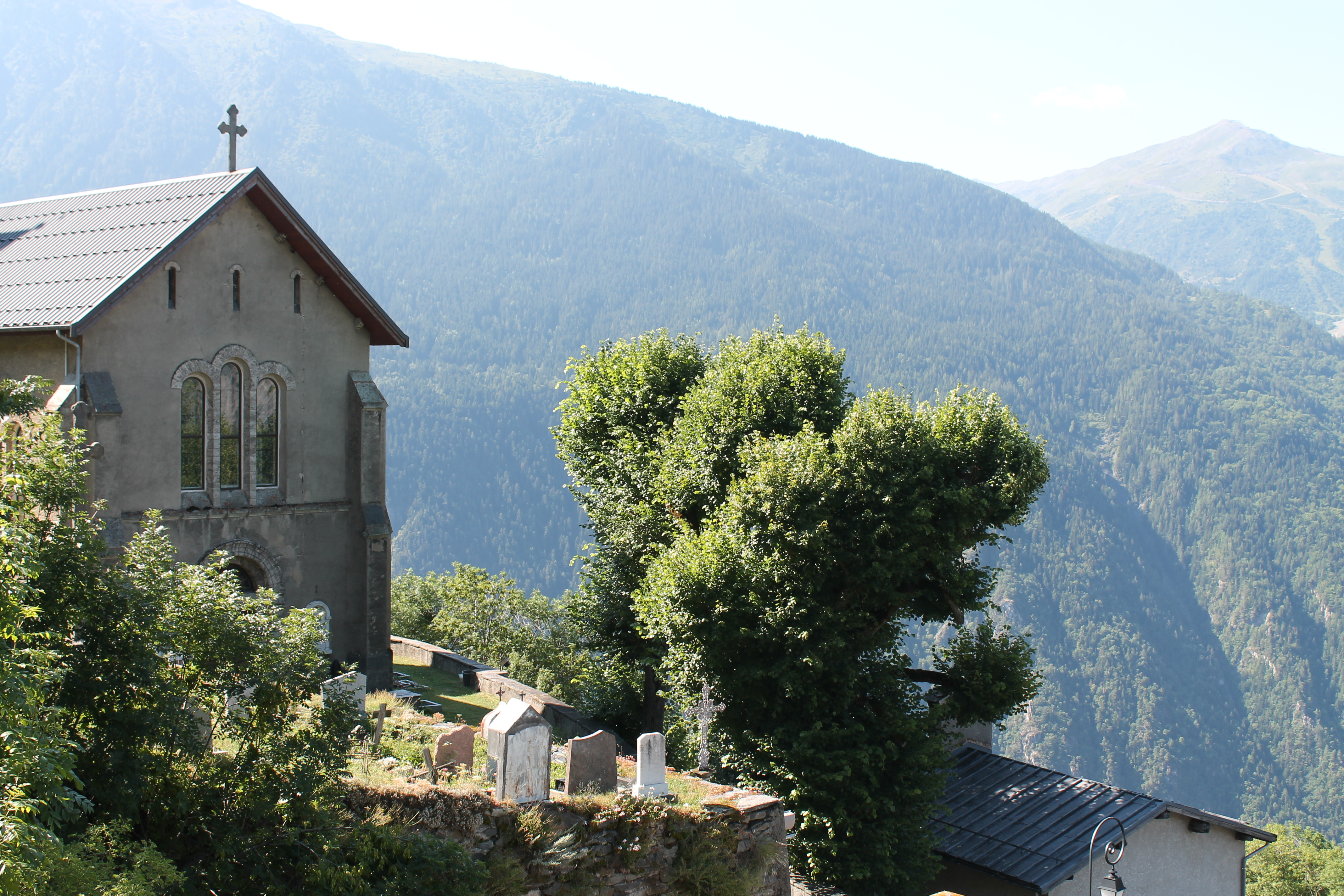
Église Saint-Laurent du Thyl (1867).
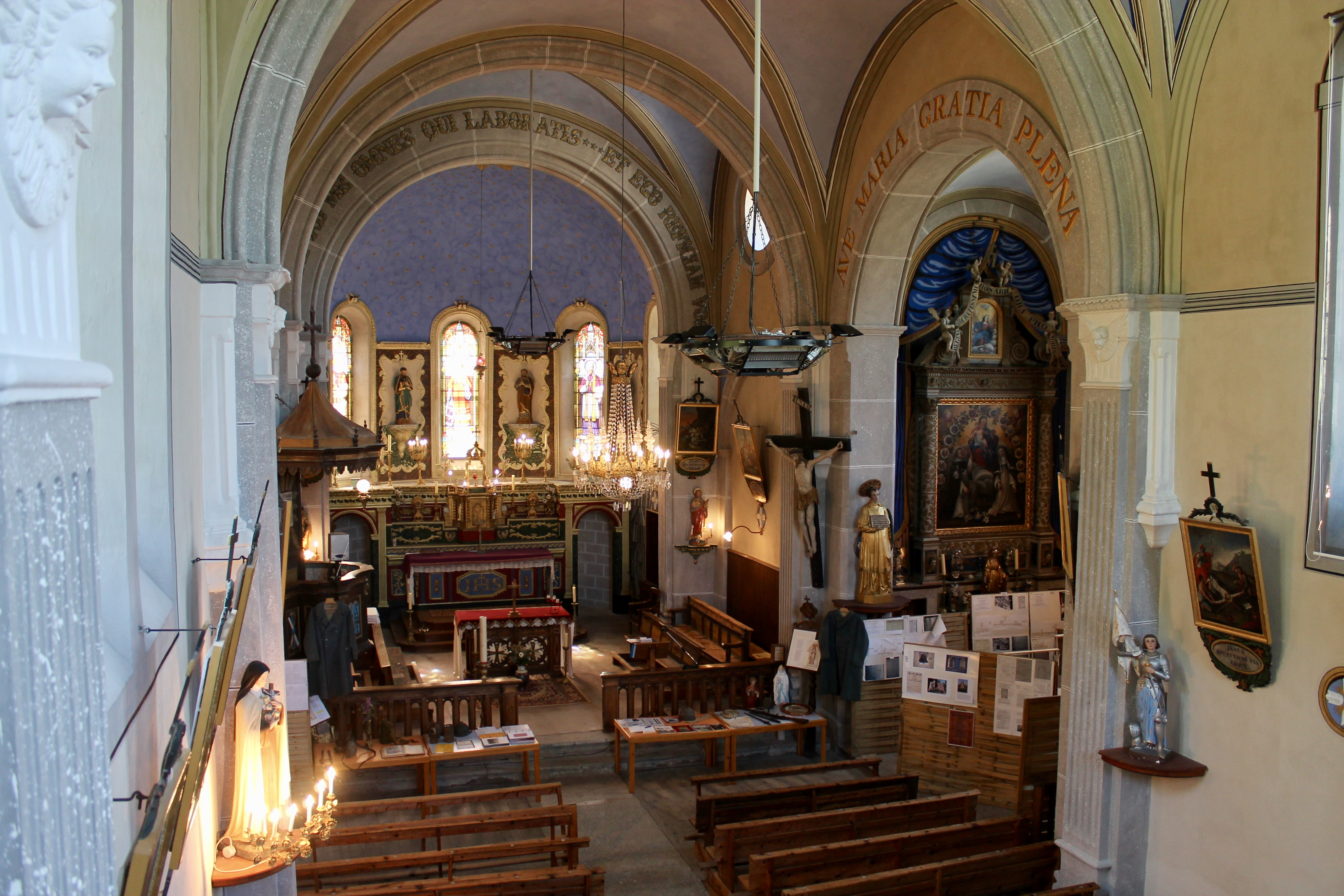
Intérieur de l'église Saint-Laurent du Thyl.
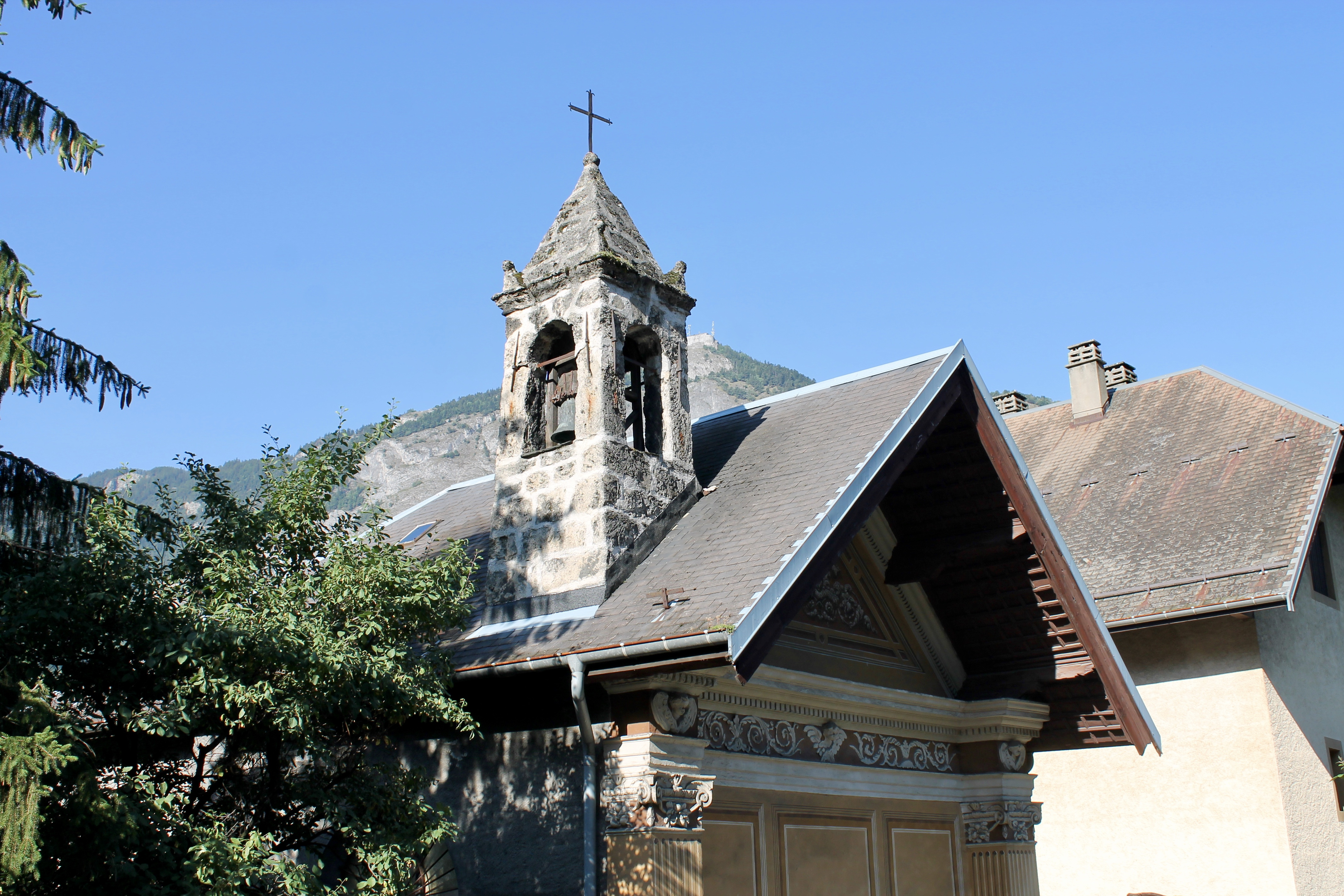
Chapelle du vieux bourg.

#### Patrimoine religieux
- l'église Saint-Michel ;
- l'église Notre-Dame-de-l'Assomption de Beaune, de style baroque (1518)[39];
- l'église Saint-Laurent du Thyl (11 août 1867, fin de restauration en 2017)[40] ;
- les chapelles :
  - chapelle Notre-Dame-des-Victoires (1869), Beaune l'Église (Beaune)
  - chapelle Saint-Grégroire (attestée depuis 1592, reconstruite en 1822, décorée en 1870, restaurée en 2006), Thyl-du-dessous (Le Thyl)
  - chapelle saint Sebastien (ruines), Bois du dessous (Le Thyl)
  - chapelle Notre-Dame des Neiges, Châne (Saint-Michel)
  - chapelle de Saint Vincent des Vignerons et de Notre Dame de la Vie et du Bon Secours, Le Vigny (Saint-Michel)

Places principales : place de la Croix Blanche, place de la Vanoise (voir aussi : « le Mollard »).
- Espace Alu, musée consacré à l'épopée de l'aluminium dans les Alpes, installé dans l'ancien presbytère, inauguré en octobre 2007[41].

### Personnalités liées à la commune
- Alexandre Vaudey (1818-1854), explorateur savoyard[42] ;
- Le général Gustave Ferrié (1868-1932), natif.

### Filmographie
- Maurienne, un siècle d’alu, documentaire de Pierre Beccu sur la production d'aluminium à Saint-Michel-de-Maurienne (1997, Bas Canal Production, diffusé sur France 3)